# مقترحات الولايات المتحدة لشراء جرينلاند

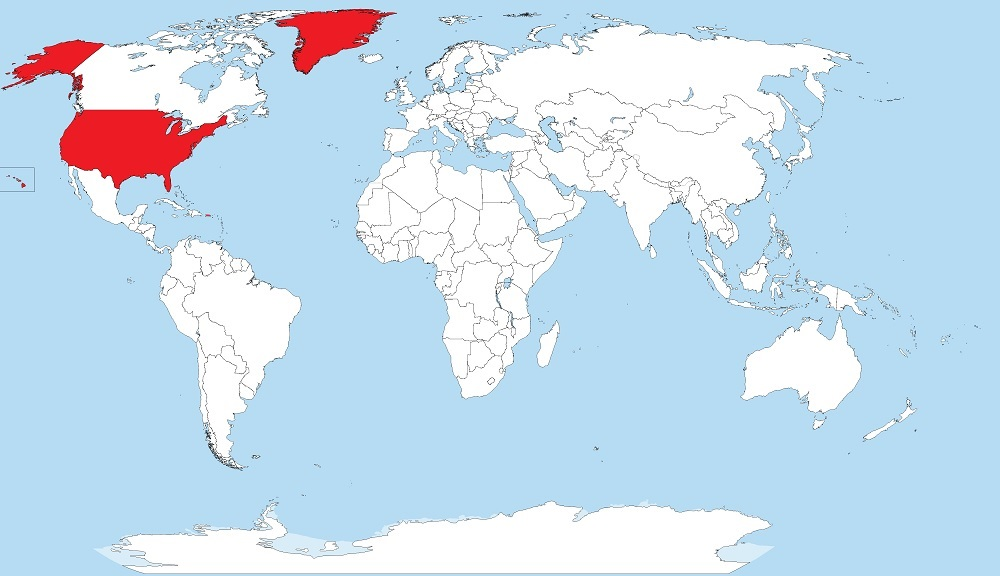
خريطة افتراضية تظهر موقع الولايات المتحدة (باللون الأحمر) تضم جرينلاند؛ في حال بيعت الأخيرة من الدنمارك.

أولت الولايات المتحدة اهتمامًا كبيرًا بجزيرة جرينلاند منذ القرن التاسع عشر، وحاولت شرائها من الدنمارك عدة مرات مثلما اشترت جزر الهند الغربية الدنماركية في عام 1917. حاز الموضوع على اهتمام أروقة السياسية الأمريكية في أعوام مختلفة أبرزها أعوام 1867 و1910 و1946 و1955 و2019 و2025. وقد دعا مسؤولون أمريكيون إلى الاستحواذ على الجزيرة مثل وزيري الخارجية ويليام إتش سيوارد وجيمس بيرنز ونائب الرئيس نيلسون روكفلر وأخيرًا الرئيس دونالد ترامب في فترة ولايته الأولى عام 2019 وأعاد طرح الموضوع بعد انتخابه في عام 2024 لتعزيز النفوذ الأمريكي.
جرينلاند هي جزيرة ذاتية الحكم تتبع لمملكة الدنمارك، أكدت السلطات الدنماركية والجرينلاندية مرارًا حق جرينلاند في تقرير مصيرها وشددت على أن الجزيرة "ليست للبيع". يرغب العديد من سكان جرينلاند في الاستقلال في حين يعتبر كثير من الدنماركيين أن علاقتهم التاريخية مع الجزيرة جزء أساسي من هويتهم الوطنية.
لطالما اعتبرت الولايات المتحدة جرينلاند موقعًا استراتيجيًا لأمنها القومي. كانت جرينلاند في أوائل القرن العشرين من الممتلكات الأوروبية في نصف الكرة الغربي التي سعت الولايات المتحدة للسيطرة عليها تحسبًا لأي تهديدات. احتلت الولايات المتحدة جرينلاند في الحرب العالمية الثانية بعد احتلال ألمانيا النازية للدنمارك استندًا إلى مبدأ مونرو، لم ينسحب الجيش الأمريكي من جرينلاند بعد الحرب. انضمت الدنمارك والولايات المتحدة إلى حلف شمال الأطلسي وأُبرمت معاهدة في عام 1951 منحت الولايات المتحدة دورًا رئيسيًا في الدفاع عن جرينلاند.

## جرينلاند

### الوضع السياسي

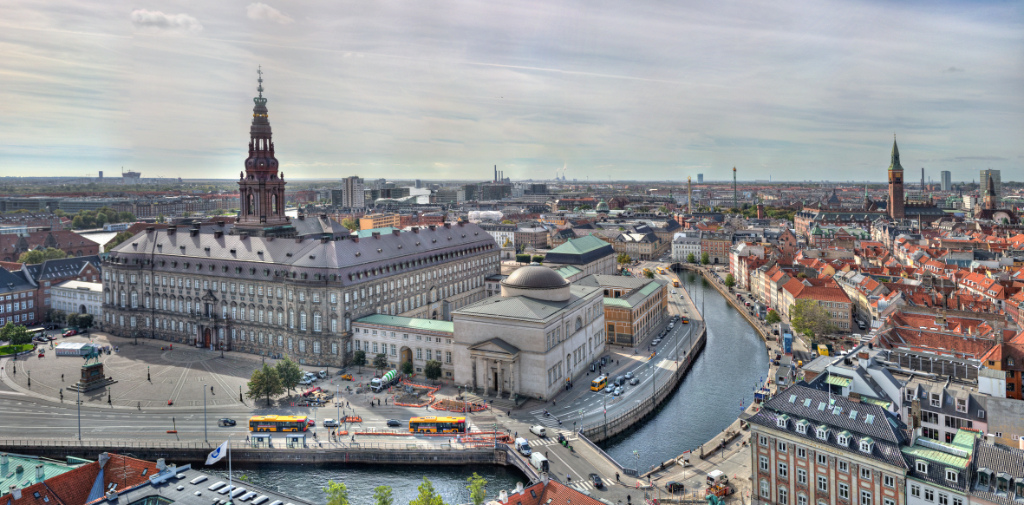
قصر كريستيانسبورغ في كوبنهاغن مقر البرلمان الدنماركي المسؤول على على تحديد سياسة جرينلاند الخارجية والدفاعية والأمنية.

جرينلاند هي منطقة ذاتية الحكم تتبع لمملكة الدنمارك، ضمتها الدنمارك إليها في عام 1953. تتولى حكومة جرينلاند إدارة الشؤون الداخلية مثل الاقتصاد والخدمات الاجتماعية والبنية التحتية، في حين تتولى الدنمارك مسؤولية الشؤون الخارجية والدفاع والمواطنة والعملة والسياسة النقدية. تخضع جرينلاند للمحكمة العليا الدنماركية.
يحق لجرينلاند الاستقلال في أي وقت بموجب قانون الحكم الذاتي لعام 2009 الدنماركي، شرط إجراء استفتاء شعبي في جرينلاند وموافقة البرلمان الدنماركي، لكن يذكر البعض أن استقلال الجزيرة يتطلب تعديل الدستور الدنماركي. مما يعقد المشهد أكثر أن الدنمارك تملك أراضي جرينلاند ولا توجد بها ملكيات خاصة للأراضي، فأي اتفاق للاستقلال سينقل هذه الملكية من الدنمارك إلى جرينلاند. أعلنت حكومة جرينلاند في فبراير 2024 أن هدفها الأساسي هو الاستقلال يمكن أن تكون قضية الاستقلال المحور الرئيسي للانتخابات العامة في أبريل 2025. وبسبب أن جرينلاند مستعمرة سابقة يرى بعض المعلقين أن القانون الدولي يمنحها حق تقرير المصير وإعلان استقلال أحادي الجانب بصرف النظر عن قانون الحكم الذاتي (2009).
موقف الحكومة الدنماركية هو أن تقرير مستقبل جرينلاند يقع على عاتق سكانها وأن الدنمارك ستلتزم بنتائج أي استفتاء في جرينلاند حول الاستقلال. وافقت الحكومة الدنماركية في عام 2017 على تمويل بناء مطارين جديدين لتجنب مشاركة مستثمرين صينيين محتملين لعدم رغبة الولايات المتحدة بدخول جرينلاند ضمن نفوذ أي قوة أجنبية. جرينلاند تمنح الدنمارك دورًا في القطب الشمالي وعضوية في مجلس القطب الشمالي.
ذكر الباحث الأيسلندي جودموندور ألفريدسون أن جرينلاند المستقلة قد تعتبر الدنمارك منافسة لها وقد تنظر بإيجابية أكثر للاستثمارات الولايات المتحدة أو كندا. قال راسموس ليندر نيلسن من جامعة جرينلاند أن سكان الجزيرة ناقشوا منذ ثمانينيات القرن الماضي إمكانية عقد ميثاق الارتباط الحر مع الدنمارك بعد الاستقلال، كما اقترح بعضهم أن يكون هذا الميثاق مع الولايات المتحدة. يجدر بالذكر أن العديد من دول المحيط الهادئ ذات الكثافة السكانية المشابهة لجرينلاند لديها اتفاقيات ارتباط حر، وتسعى الجزيرة للاستفادة من هذه التجربة فزار وزير خارجية جرينلاند السابق مينينغواك كلايست جزر كوك التابعة لنيوزيلندا في عام 2006 للتباحث حول هذه التجربة.

### الدفاع

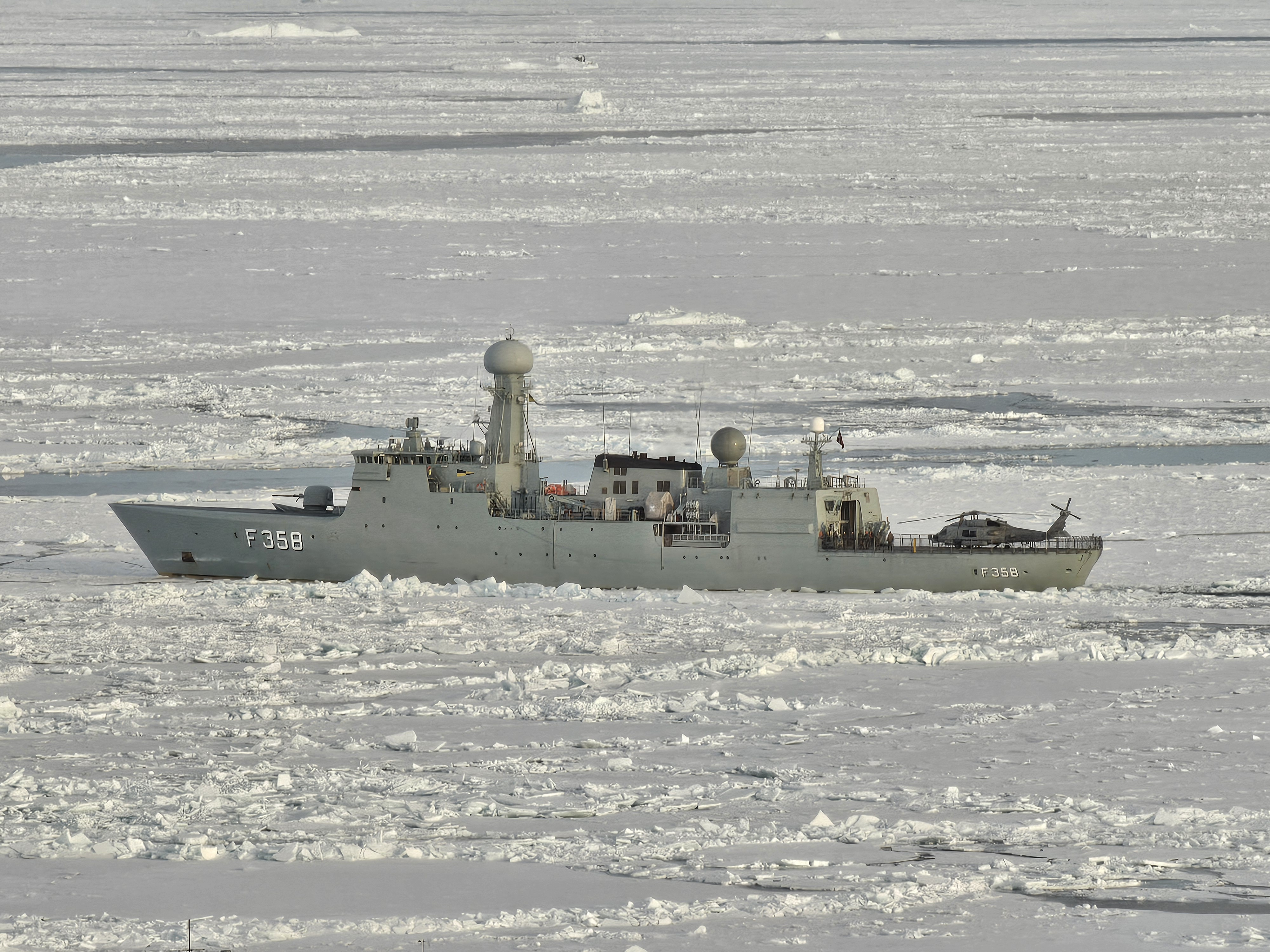
فرقاطة البحرية الملكية الدنماركية HDMS Triton تحمل مروحية ويستلاند لينكس قبالة سواحل جرينلاند

الجيش الدنماركي هو المسؤول عن الدفاع عن الجزيرة وبما أن الدنمارك عضو في حلف شمال الأطلسي فمن المفترض أن يدافع عنها التحالف أيضا. يتولى فرع القيادة المشتركة في القطب الشمالي التابع للجيش الدنماركي مسؤولية الدفاع عن جرينلاند. كانت القيادة تمتلك في عام 2020 أربع سفن وأربع مروحيات وطائرة دورية بحرية وستة فرق زلاجات الكلاب تقوم بدوريات في الجزيرة. تتوزع القوات الدنماركية في عدة مواقع بجرينلاند مثل نوك وكانجرلوسواك ودانيبورغ وستيشن نورد وميستيرسفيغ وكانيلينجويت وقاعدة ثول الجوية. بسبب أهمية جرينلاند الاستراتيجية يوجد ضباط اتصال دنماركيين في مقر القيادة الاستراتيجية الأمريكية (ستراتكوم) في قاعدة أوفوت الجوية بولاية نبراسكا.
أعلنت الدنمارك في عام 2019 تخصيص 1.5 مليار كرونة إضافية لتعزيز مراقبة جرينلاند. كشفت الدنمارك في ديسمبر 2024 عن خطط لتعزيز وجودها العسكري في الجزيرة من زيادة عدد الجنود وتوفير المزيد من سفن الدوريات والطائرات بدون طيار بعيدة المدى وتحديث أحد المطارات ليستقبل المقاتلات الدنماركية من طراز إف-35. جاءت هذه الخطوات استجابةً للمطالب أمريكية بزيادة الإنفاق الدفاعي الدنماركي.
صرح أليكس جراي رئيس موظفي مجلس الأمن القومي الأمريكي في رئاسة دونالد ترامب الأولى بأن الدنماركيين "يدركون أنهم غير قادرين على الدفاع عن جرينلاند بعد استقلالها" وأن الجيش الدنماركي أصغر من قسم شرطة مدينة نيويورك.
تتحمل الولايات المتحدة "التزامًا قانونيًا بالدفاع" عن جرينلاند بموجب معاهدة الدفاع الموقعة مع الدنمارك في عام 1951. يحق للولايات المتحدة بموجب نفس الاتفاقية الاحتفاظ بقواعدها العسكرية في جرينلاند وإنشاء قواعد أو "مناطق دفاعية" جديدة إذا استدعت حاجة حلف الناتو. كان بإمكان الجيش الأمريكي استخدام هذه المناطق الدفاعية والتنقل بينها بحرية، لكنه لم ينتهك السيادة الدنماركية في جرينلاند. حاليًا توجد قاعدة عسكرية وحيد بجرينلاند هي قاعدة بيتوفيك الفضائية (قاعدة ثول الجوية). تنص اتفاقية إيغاليكو لعام 2004 على أن قاعدة ثول هي منطقة الدفاع الأمريكية الوحيدة المسموح بها في جرينلاند، ويشترط على الولايات المتحدة أن تبلغ الدنمارك وحكومة جرينلاند بأي تغييرات مقترحة في الوجود العسكري، ويجد موافقة الطرفين على زيادة الوجود العسكري.
وجود الولايات المتحدة العسكري في جرينلاند يعزز السلطة الدنماركية على الجزيرة إذ أنه يتيح للدنمارك تقليل إنفاقها على الدفاع وعدم إنشاء قواعد أجنبية أخرى على الأرضي الدنماركية. يستخدم جناح الجسر الجوي رقم 109 التابع للحرس الوطني الجوي في نيويورك مطار كانجرلوسواك لنقل العلماء والإمدادات إلى محطات الأبحاث المنتشرة في أنحاء جرينلاند.
صرحت حكومات جرينلاند إنها تسعى للانضمام إلى الناتو كدولة مستقلة، وترحب بالاهتمام المتزايد من الولايات المتحدة، ولا تعارض الوجود العسكري الأمريكي إذا استثمرت أمريكا في مجال الوظائف والبنية التحتية.

### الاقتصاد
بلغ الناتج المحلي الإجمالي السنوي لجرينلاند حوالي 3 مليارات دولار في عام 2021، أي ما يعادل 0.007% فقط من الناتج المحلي الإجمالي للولايات المتحدة. لكن تشير التقديرا أن عدد السكان في سن العمل في جرينلاند سينخفض بنسبة 16% بحلول عام 2040 مما سيؤثر على الاقتصاد بالسلب. كانت الدنمارك الشريك التجاري الأكبر لجرينلاند في عام 2017، إذ كانت تستورد 55% من صادرات الجزيرة وتصدر لها 63% من واردتها. تقدم الدنمارك معونات سنوية متزايدة لجرينلاند بلغت 5.6 مليار كرونة في عام 2023 مقارنة بـ3.6 مليار كرونة في عام 2009.
قطاع صيد الأسماك هي أكبر قطاع خاص في جرينلاند. رغم أن الجزيرة كبيرة جدا (2,166,086 كيلومتر مربع) وتزخر بموارد طبيعية هائلة مثل اليورانيوم والمعادن الأرضية النادرة ونحو 50 مليار برميل من النفط والغاز البحري، إلا أن بنيتها التحتية محدودة للغاية ولا يوجد بها إلا منجم واحد عامل فقط ولا توجد طرق برية تربط بين مدنها السبعة عشر. التنقل بين هذه المدن معقد مكلف فمثلًا السفر من نوك إلى كاكورتوك التي تبعد عنها 280 ميلاً (450 كيلومترًا) يتطلب رحلتين جويتين على مدى يومين بتكلفة أعلى من السفر إلى كوبنهاغن.
يعمل 43% من سكان جرينلاند في القطاع الحكومي مقارنةً بنسبة 15% فقط في الولايات المتحدة. يعتبر نصيب الفرد من الدخل المتاح في جرينلاند ثاني أدنى دخل في منطقة القطب الشمالي وهو أقل من ثلث مستوى دخل الفرد في ولاية ألاسكا الأمريكية. يعيش خُمس سكان جرينلاند في الدنمارك ولكن يقل وجود المستثمرين الدنماركيين في الجزيرة. تخلت الدنمارك عن السيطرة على الموارد الطبيعية في جرينلاند ومنحتها للحكومة المحلية.
فاز حزب مجتمع الشعب في انتخابات العامة 2021، يعارض هذا الحزب استغلال الرواسب المعدنية والتنقيب عن الهيدروكربونات واليورانيوم لأسباب بيئة. بسبب نقص البنية التحتية تعتبر جميع مشاريع التعدين في جرينلاند مشاريع "أرض حقل أخضر" تتطلب من المستثمرين بناء بنية تحتية شاملة مثل الطرق والموانئ ومحطات الطاقة. ذُكر في تقرير صدر في عام 2014 أن جرينلاند تحتاج لتنفيذ 24 مشروع كبير تصل تكلفة كل منها إلى 5 مليارات كرونة لاستبدال الدعم المالي الذي تقدمه الدنمارك. ومع غياب المستثمرين لمثل هذه المشاريع، خلص تقرير أعده 13 باحثًا إلى أن جرينلاند ستظل تعتمد على الدعم المالي الدنماركي لمدة لا تقل عن 25 عامًا بسبب غياب المستثمرين.
وعلى النقيض كتب خافيير بلاس من بلومبرغ في عام 2025 أن "جرينلاند يُبالغ في مواردها الطبيعية منذ 50 عامًا" وقال أن أن الجزيرة لم تنتج أبدًا أي برميل نفط وأن محاولة تعدين خام الحديد بها انتهت بالفشل والإفلاس. ويصعب موضوع التعدين وجود غالبية المواقع المعدنية المحتملة في شمال الدائرة القطبية الشمالية. من عام 2023 استوردت الولايات المتحدة فقط 190 مليون دولار من المعادن النادرة من جرينلاند. وإذا ارتفعت أسعار هذه المواد فإن استخراجها من الأرضي الأمريكية والأماكن الأخرى قد يصبح أكثر جدوى. وأوصى بلاس الولايات المتحدة بالتركيز على الحزام النحاسي في أفريقيا وأماكن أخرى من العالم. قال مينيك ثورليف روزينج، أحد مؤلفي تقرير عام 2014، في عام 2025 أن الوضع لم يتغير وقال: "حتى مع معدل النمو المرتفع المتوقع والغير واقعي لنتائج الموارد المعدنية فيصعب أن تستبدل هذه الموارد أكثر من نصف الدعم السنوي الدنماركي في المستقبل القريب".

## أهداف الاستحواذ
إذا انضمت جرينلاند إلى الولايات المتحدة، ستصبح الأخيرة ثاني أكبر دولة في العالم حسب المساحة بعد روسيا (متجاوزة كندا والصين). ستكون هذه الخطوة أكبر توسع إقليمي في تاريخ الولايات المتحدة.

### الدفاع عن البر الرئيسي للولايات المتحدة
جزيرة جرينلاند حيوية للدفاع عن الأمن الوطني للولايات المتحدة. وصفت وكالة رويترز جرينلاند في أكتوبر 2020 "بالثقب الأسود الأمني" للولايات المتحدة وحلفائها بسبب صعوبة مراقبة ساحلها البالغ 44,000 كيلومتر (27,000 ميل)، وظهور سفن أجنبية منها غواصات روسية في مياه الجزيرة. غالبًا ما تكتشف هذه السفن بالصدفة هذا الأمر يمنح ميزة أمنية للسفن الروسية التي يُعتقد أنها قادرة على التنصت على الكابلات البحرية أو قطعها وقت النزاعات.
ذكرت دراسة لمؤسسة راند عام 2021 أن جرينلاند قد تنجذب إلى دائرة النفوذ الروسي أو الصيني إذا استقلت عن الدنمارك. قال راسموس سيندينغ سوندرجارد من المعهد الدنماركي للدراسات الدولية في عام 2025 أن للولايات المتحدة مخاوف أمنية مشروعة بشأن جرينلاند إذ أخفقت الدنمارك في توفير الحماية الكافية لها. وأشار أن روسيا لديها قدرات قتالية أكبر في القطب الشمالي مقارنة بالولايات المتحدة.
كما تعتبر جرينلاند مهمة في مسألة الدفاع الجوي عن الولايات المتحدة وكندا. اقترحت دراسة أجرتها مؤسسة راند في عام 2022 دمج جرينلاند في قيادة دفاع الفضاء الجوي الأمريكية الشمالية لمعالجة أوجه القصور في الدفاعات الجوية الدنماركية. ربما تضع الولايات المتحدة إصواريخ بعيدة المدى على الجزيرة مثلما فعلت في أوروبا الغربية.

### السيطرة على ممر جي يو كي
ترى الولايات المتحدة السيطرة أن السيطرة على ممر جي يو كي (جرينلاند - أيسلندا - المملكة المتحدة) مهم للدفاع البحري عن الساحل الشرقي للولايات المتحدة، ولتحقيق هذا الهدف تحتاج لحرية التحرك في جرينلاند. تكمن أهمية هذا الممر في إمكانية تسلل قوات الدول المعادية للولايات المتحدة عبره إلى المحيط الأطلسي والاقتراب من السواحل الأمريكية. كان هذا الممر أحد ركائز الدفاع البحري للولايات المتحدة في فترة الحرب الباردة، ويدل على ذلك مناورة Strikeback التي قامت بها البحرية الأمريكية في عام 1957 والتي تعتبر أكبر مناورة بحرية في وقت السلم شهدها العالم.
ولكن قلت أهمية السيطرة على الممر مع تطور الصواريخ السوفيتية – ولاحقًا الروسية – العابرة للقارات وإمكانية قصف المواقع الأمريكية دون الحاجة للاقتراب من السواحل. لكن عاد الاهتمام بالممر في أوائل القرن الحادي والعشرين مع تكثيف روسيا لنشاطها البحري في المنطقة وظهور فكرة طريق الحرير القطبي الصيني. ينفذ حلف الناتو سنويًا مناورة "الفايكنج الشمالي" لتعزيز سيطرته على الممر، شارك في مناورة عام 2024 الأسطول السادس الأمريكي والقوات البحرية الدائمة للناتو والشرطة وخفر السواحل الأيسلنديين في نسخة 2024.

### برامج الدفاع الفضائي

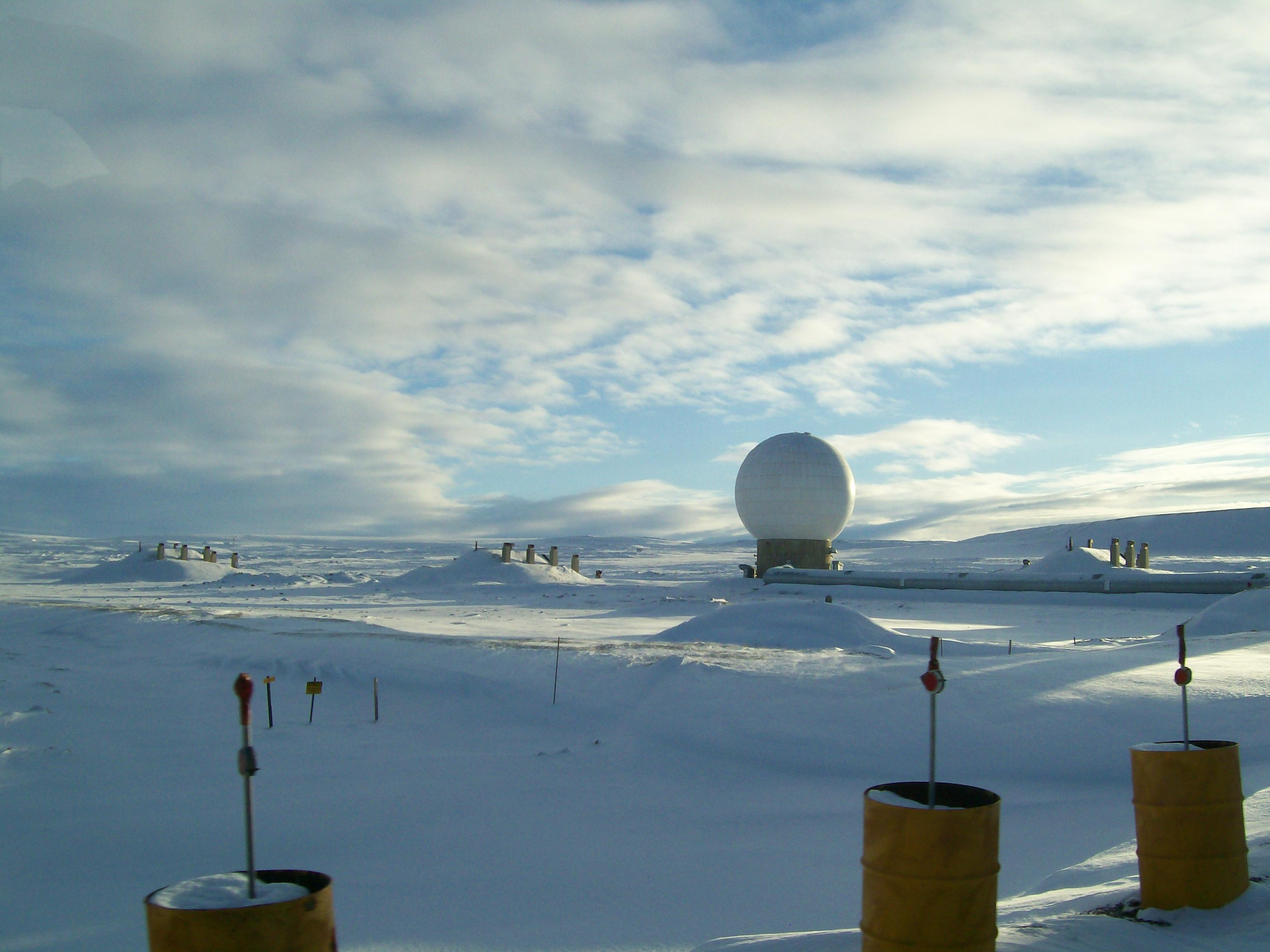
قباب رادارات قاعدة بيتوفيك الجوية

تعتمد العمليات العسكرية الحديثة على الأقمار الصناعية في المدارات القطبية. ذكر تقرير نشرته SpaceNews أن الأقمار الصناعية في المدارات القطبية مثل تلك المستخدمة في الاتصالات والصور وأبراج مراقبة الطقس، تحتاج إلى محطة أرضية في القطب الشمالي لضمان التتبع والقياس عن بُعد والتحكم خلال كل دورة. تُعد قاعدة بيتوفيك الفضائية التابعة لقوة الفضاء الأمريكية في جرينلاند واحدة من منشأتين فقط للولايات المتحدة في القطب الشمالي، المحطة الأخرى هي محطة كلير للقوات الفضائية في ألاسكا. في حال فقدت الولايات المتحدة قاعدة بيتوفيك الفضائية لأي سبب من الأسباب قد لا تستطيع الولايات المتحدة إيجاد بديل لها، ذكرت SpaceNews أن فقدان المحطة قد يؤدي إلى "عواقب كارثية على كل من العمليات العسكرية المستقبلية الاعتيادي في برامج الفضاء".
قال اللفتنانت جنرال بالجيش الأمريكي توماس كاردن في يوليو 2024 معلقًا على موضوع الأصول الفضائية العسكرية أن القطب الشمالي "أقصر وأسهل طريق لتهديد لأمريكا الشمالية". أصدر النائب الأمريكي مايك هاريدوبولوس بيانًا في 9 يناير 2025 يدعم استحواذ الولايات المتحدة على جرينلاند لأسباب تتعلق بأمن الفضاء مشددًا على أهميتها بقوله: "إنها جزء مهم من ضمان أمن أمتنا الآن وفي المستقبل... لا يمكن لأمريكا التنازل عن شبر واحد في الفضاء أو القطب الشمالي".

### الأهداف الاقتصادية
قد تتمكن الولايات المتحدة من استخراج كميات ضخمة من الموارد الطبيعية من جرينلاند مثل البترول والمعادن النادرة. تشير تقديرات هيئة المسح الجيولوجي الأمريكية إلى وجود 17.5 مليار برميل من النفط الخام البحري و4.19 تريليون متر مكعب من الغاز الطبيعي. كما تحتوي الجزيرة على ثاني أكبر رواسب للعناصر الأرضية النادرة. من المتوقع أن يمر 5% من الشحن العالمي طرق الشحن في القطب الشمالي في عام 2050. قد يكون الممر القطبي خالٍ من الجليد لمدة أربعة أشهر سنويًا في نهاية القرن الحادي والعشرين. مما قد يسهل ربط المحيط الأطلسي بالمحيط الهادئ والوصول إلى موارد جرينلاند.

## الاقتراحات

### بداية المطالبات بالجزيرة
عاشت شعوب باليو الإسكيمو في جرينلاند منذ حوالي عام 2500 قبل الميلاد. بدأ الفايكنج في الاستقرار في الجزء الجنوبي غير المأهول من جرينلاند في القرن العاشر الميلادي. دخلت المستوطنات الإسكندنافية في جنوب جرينلاند في السيادة النرويجية في عام 1261 ثم خربت هذه المستوطنات قبل حلول القرن الرابع عشر. غير أن النرويج لم تتخلى عن مطالبها الإقليمية بجرينلاند وانتقلت هذه المطالبات إلى مملكة الدنمارك والنرويج بعد اتحاد المملكتين الدنماركية والنرويجية في عام 1537. شرع المبشرون والتجار من الدنمارك والنرويج في إعادة استيطان جنوب جرينلاند في عام 1721. أعلنت الدنمارك والنرويج جرينلاند مستعمرة تابعة لهما في عام 1775. انفصلت الدنمارك بجرينلاند عن النرويج بموجب معاهدة كيل عام 1814. شرعت الدنمارك في استعمار الجزيرة بأكملها في ثمانينيات القرن التاسع عشر، وأعلنت سيادتها الكاملة على جرينلاند عام 1921.
كان للولايات المتحدة في ذلك الوقت أيضاً مطالبة قوية في جرينلاند. وكان الكثير منها غير مستكشف عندما وقعت معاهدة كيل، جذبت حالة الغموض هذه المستكشفين الأمريكيين إلى المنطقة. كان الأمريكي تشارلز فرانسيس هول أول أجنبي يرى شمال غرب جرينلاند خلال رحلة بولاريس قبل عقود من تأسيس الدنمارك لأول مستوطنة دائمة في هذه المنطقة عام 1909، كما استكشف الأمريكي روبرت بيري أقصى شمال جرينلاند بين عامي 1886 و1909، وكان أول أجنبي يطأ هذه المناطق وطالب بسيطرة الولايات المتحدة على جزء كبير من المناطق التي اكتشفها.
اعترضت النرويج على إعلان الدنمارك سيادتها الكاملة على الجزيرة عام 1921، واعتبرت أن المعاهدة لم تؤكد السيادة الدنماركية على كامل الجزيرة. أعلنت النرويج سيادتها على شرق جرينلاند في عام 1931 وسمت المنطقة "إريك أرض الحمر". أصدرت محكمة العدل الدولية عام 1933 حكمًا يقتضى بالسيادة الدنماركية الكاملة على الجزيرة.

### 1867

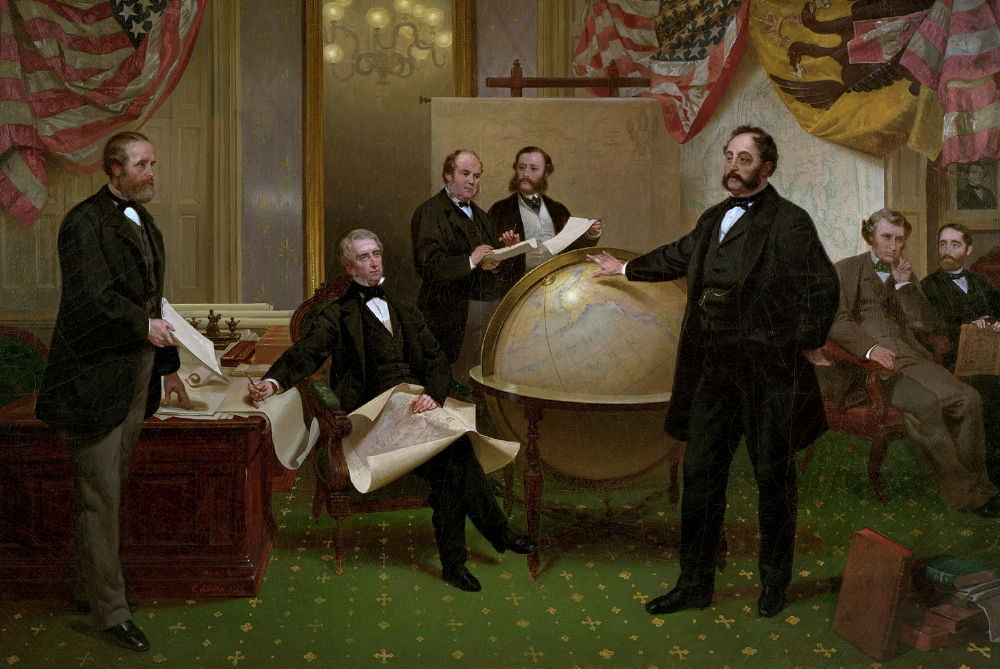
أمر وزير خارجية الولايات المتحدة ويليام سيوارد (الجالس في الوسط) بإعداد تقرير في عام 1868 حول جدوى استحواذ الولايات المتحدة على جرينلاند.

تفاوض وزير الخارجية الأمريكي ويليام إتش سيوارد على شراء ألاسكا من الإمبراطورية الروسية في عام 1867، وصرح في العام نفسه أن فكرة ضم جرينلاند وآيسلندا إلى الولايات المتحدة فكرة "تستحق الدراسة". طلب سيوارد من روبرت جيه ووكر إعداد تقرير حول موارد الجزيرتين والذي نُشر لاحقًا باسم (تقرير عن موارد أيسلندا وجرينلاند) عام 1868. استخدام سيوارد هذا التقرير لإقناع الرأي العام الأمريكي بجدوى شراء الجزيرتين. أبرز هذا التقرير إيجابيات جرينلاند مثل "الصحة غير العادية" لسكانها ووفرة مواردها من الأسماك والطرائد والمعادن، وذكر التقرير أن ضم الجزيرتين قد يشجع كندا، التي تحيطها الأراضي الأمريكية من الشرق والغرب والجنوب، على الانضمام إلى الولايات المتحدة.
ترددت أنباء في عام 1868 عن اقتراب موافقة الدنمارك على بيع جرينلاند وأيسلندا مقابل 5.5 مليون دولار من الذهب. لكن لم يتقدم سيوارد بعرض رسمي للدنمارك، ربما بسبب عدم موافقة الكونغرس على معاهدة لشراء جزر الهند الغربية الدنماركية، وأن الجمهورين يعارضون بقوة حكومة الرئيس أندرو جونسون، أي أن فرض تمرير الكونغرس لمقترحات سيوارد ضئيلة للغاية.

### 1910
اقترح سفير الولايات المتحدة لدى الدنمارك موريس فرانسيس إيغان فكرة الاستحواذ على الجزيرة في عام 1910. واقترح "أشخاص مهمون" دنماركيون كانوا أصدقاء له أن تستبدل الولايات المتحدة حكمها لمينداناو بجرينلاند وجزر الهند الغربية الدنماركية. ومن ثم يمكن للدنمارك أن تعطي ألمانيا جزيرة مينداناو مقابل شمال شليسفيج. استعادت الدنمارك شمال شليسفيغ عبر استفتاء شعبي بعد هزيمة ألمانيا في الحرب العالمية الأولى.

### معاهدة جزر الهند الغربية الدنماركية
فشلت محاولة أمريكية أخرى لشراء جزر الهند الغربية الدنماركية في عام 1902 لأن البرلمان الدنماركي لم يصادق على المعاهدة. ثم طلبت الولايات المتحدة شراء جزر الهند الغربية الدنماركية في الحرب العالمية الأولى، اشترطت الدنمارك عليها للموافقة على بيع الجزر اعترافها بملكية الدنمارك لكامل جرينلاند. أصدر وزير خارجية الولايات المتحدة روبرت لانسينغ بيانًا في عام 1916 يؤكد أن الولايات المتحدة "لن تعترض على توسيع الحكومة الدنماركية لمصالحها السياسية والاقتصادية في كامل جرينلاند". وافقت الدنمارك على بيع جزر الهند الغربية الدنماركية إلى الولايات المتحدة بعد هذا البيان.

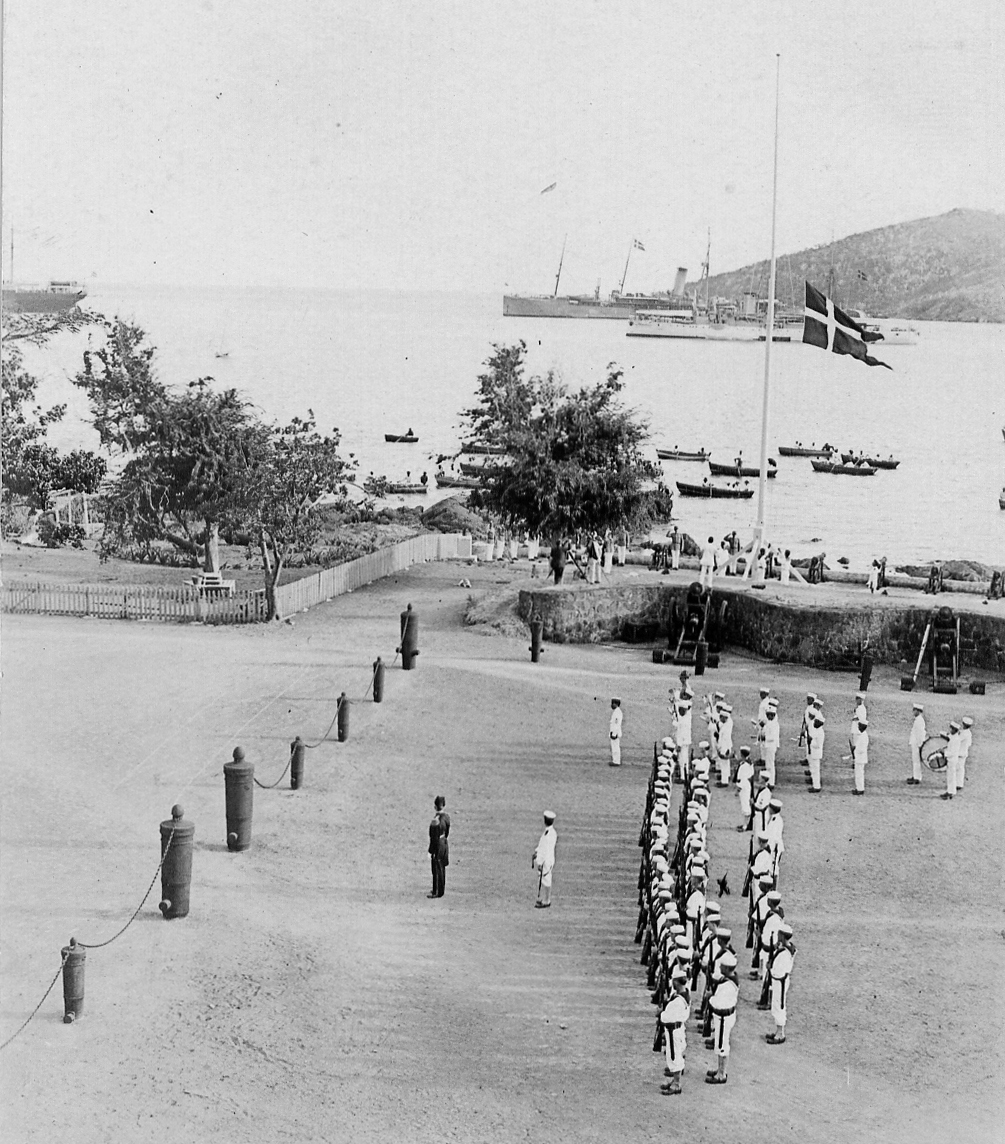
الإخلاء الدنماركي لسانت كروا بعد استحواذ الولايات المتحدة على جزر الهند الغربية الدنماركية في عام 1917.

اقترح جون دوغلاس هازن في مؤتمر الحرب الإمبراطوري أن تشتري الإمبراطورية البريطانية جرينلاند وتضمها لكندا قبل أن تشتريها الولايات المتحدة. صرح مجلس الوزراء الإمبراطوري للحرب في عام 1917 بأن الإمبراطورية البريطانية وبالأخص كندا لن يقبلا باستحواذ أي دولة ولو صديقة على جرينلاند. وأكد المجلس على أهمية حصول الإمبراطورية على حق الشفعة بشأن شراء الجزيرة من الدنمارك عند توفر الفرصة. يذكر توم هويم أن بريطانيا حصلت في عام 1917 على حق الشفعة من الدنمارك، يُجهل "ما إذا كان تفسير هويم للوثيقة قد يؤخذ به بعد التدقيق القانوني".
عارضت الولايات المتحدة في إطار مبدأ مونرو 1823 توسيع السيادة الأجنبية في الأمريكتين. طلبت الدنمارك من الدول الأخرى الاعتراف بسيادتها على جرينلاند في عام 1919. أعلنت بريطانيا نيابة عن كندا في سبتمبر 1920 وجوب استشارتها قبل أي محاولة لبيع الجزيرة. لم تَبدِ فرنسا واليابان وإيطاليا والسويد أي تحفظات على البيع. اعترضت الولايات المتحدة رسميًا على التحفظ البريطاني وأبلغت بريطانيا بأنها "غير مستعدة للاعتراف بحق شفعة لحكومة ثالثة في الحصول على هذه الأراضي إذا كانت الحكومة الدنماركية ترغب في التصرف فيها، وبناءً على ذلك تحتفظ بحق اتخاذ القرار المناسب في حال وجود عرض محدد لنقل ملكية الجزيرة".
عارض روبرت بيري تخلي الولايات المتحدة عن مطالبتها بجرينلاند، معتقداً أن هذا الأمر ينتهك مبدأ مونرو. وكان يريد لشراء الجزيرة بسبب الثروة المعدنية ومنع إنشاء قواعد أجنبية قد تهدد أمن الولايات المتحدة مع تقدم التكنولوجيا الجوية والبحرية. قررت الولايات المتحدة في وقت الحرب العالمية الأولى أن حصولها على جزر الهند الغربية الدنماركية أهم للدفاع عن قناة بنما، ولكن في عشرينيات القرن العشرين، طالب الجنرال بيلي ميتشل بإنشاء قواعد أمريكية في جرينلاند وأيسلندا في عشرينيات القرة العشرين.

### الحرب العالمية الثانية

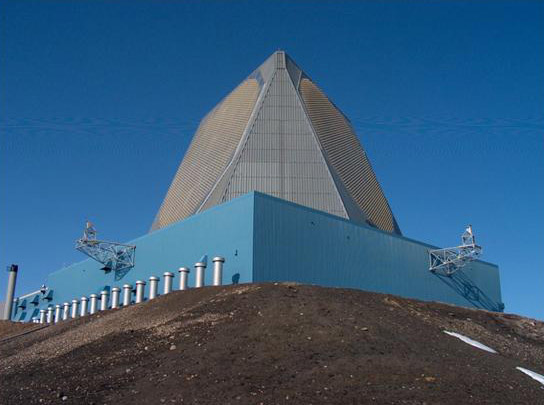
يوجد في قاعدة بيتوفيك الجوية سرب الإنذار الفضائي الثاني عشر. لا تتمتع الدانمارك بقدرة كبيرة على التصرف في جرينلاند عندما يتعلق الأمر بالأمن القومي للولايات المتحدة.

توصلت الحكومة الأمريكية في أوائل الأربعينيات من القرن العشرين إلى قناعة بأهمية جرينلاند في سياستها تجاه القطب الشمالي. كانت الجزيرة جزءً من خطة طوارئ عسكرية تُعرف ب"قوس قزح 4"، الخطة هي حل لفرضية إن هاجمت القوى العظمى الولايات المتحدة من جميع الجهات، فستستولي القوات الأمريكية استباقيًا على جميع الممتلكات الهولندية والدنماركية والفرنسية في نصف الكرة الغربي (منها جرينلاند) وستحصنها لتشكل منطقة دفاعية حول الولايات المتحدة.
منح الغزو الألماني للدنمارك في 9 أبريل 1940 في الحرب العالمية الثانية الولايات المتحدة حقًا قانونيًا قويًا لاحتلال جرينلاند، نظراً لقرب الجزيرة من البر الرئيسي لأمريكا الشمالية وكونها المصدر الوحيد المعروف للكريوليت والمحاولات الألمانية لاحتلال الجزيرة أثناء حرب الطقس في شمال الأطلسي. بناء على هذه المعطيات طبقت الولايات المتحدة لأول مرة مبدأ مونرو على المستعمرات الأوروبية في شمال المحيط الأطلسي. أنزلت الولايات المتحدة أفرادا مسلحين من خفر السواحل الأمريكي على الجزيرة لاحتلاها. قبيل الإنزال سُرح رجال خفر السواحل رسميًا من الخدمة وأعيد تشكيلهم كقوة من "المتطوعين" لإيجاد مبرر قانوني يبعد تهمة الاحتلال عن الولايات المتحدة لتجنيبها دخول الحرب. لم توافق الحكومة الدنماركية في المنفى على عمليات الإنزال، لكنها وافقت في وقت لاحق على دخول القوات الأمريكية إلى جرينلاند. واحتل جيش الولايات المتحدة الجزيرة في عام 1941.
وقّع وزير الخارجية الأمريكي كورديل هال والسفير الدنماركي لدى الولايات المتحدة هنريك كوفمان "الاتفاقية المتعلقة بالدفاع عن جرينلاند" في 9 أبريل 1941. أكد الجانب الأمريكي أن الدفاع عن جرينلاند يتماشى مع مبدأ مونرو وقانون هافانا لعام 1940. بدأ الجيش الأمريكي ببناء قاعدة "Bluie West One" في يوليو 1941، وهي الأولى من عدة قواعد عسكرية أُنشئت في جرينلاند. وقع كوفمان الاتفاقية دون موافقة الحكومة الدنماركية، التي اعتبرت الاتفاقية باطلة واستدعته على إثر ذلك. لكن كوفمان بقي في الولايات المتحدة، أعادته الدنمارك إلى منصبه مرة أخرى بعد انتهاء الحرب العالمية الثانية ووصفه البعض بـ"الخائن الطيب".
توقعت الدنمارك أن تغادر القوات الأمريكية جرينلاند في نهاية الحرب العالمية الثانية ولكنها فوجئت بنية المسؤولون الأمريكيون بعدم مغادرة الجزيرة. حاول المسؤولون الدنماركيون في السنوات التالية إقناع الولايات المتحدة دون جدوى بمغادرة جرينلاند. ذكر جيروين فان دونغن أن تلك الفترة شهدت توتر بين البلدين، وأضاف "كان واضحًا أن الدنمارك لم تكن في وضع يمكنها من إجبار الولايات المتحدة على مغادرة جرينلاند"، ولم تكن لديها أي وسيلة لإخراج أمريكا من الجزيرة.

### 1946

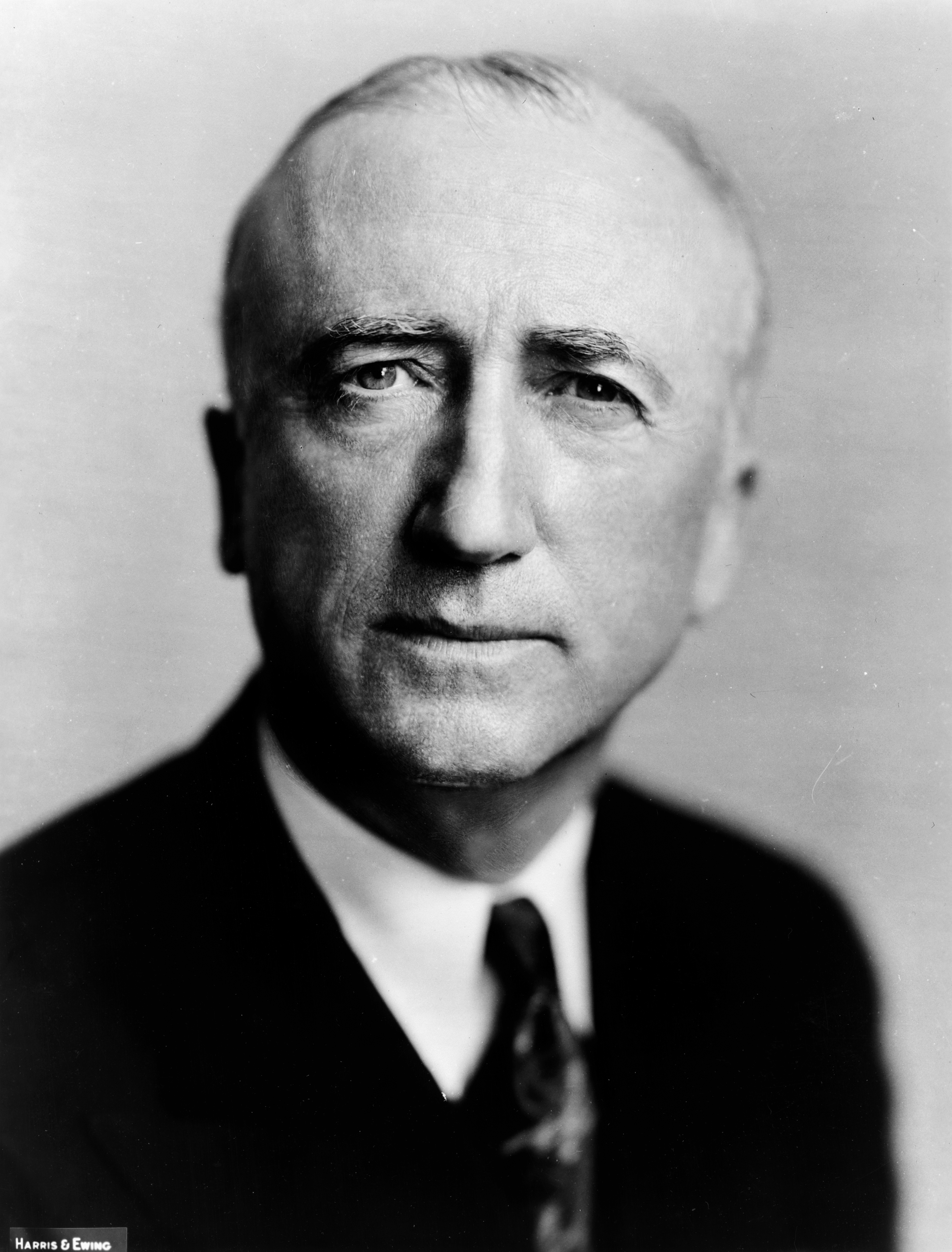
عرض وزير الخارجية الأمريكي جيمس بيرنز مبلغ 100 مليون دولار على الدنمارك مقابل ضم جرينلاند في عام 1946.

أدرجت هيئة الأركان المشتركة جرينلاند وأيسلندا كموقعين استراتيجيين أساسيين للقواعد العسكرية الأمريكية في عام 1946. كانت الجزيرتان تُعتبران أكثر أهمية للدفاع الأمريكي والكندي من بعض دول أوروبا الغربية؛ تقع جرينلاند على أقصر طريق قطبي بين واشنطن العاصمة وموسكو، وفي منتصف الطريق تقريباً بين المدينتين.
عرضت الولايات المتحدة على الدنمارك مبلغ 100 مليون دولار (1 مليار دولار اليوم) من سبائك الذهب مقابل جرينلاند في عام 1946. قال عضو مجلس الشيوخ الأمريكي أوين بروستر في نوفمبر 1945 إنه يعتبر شراء الجزيرة "ضرورة عسكرية". أكدت لجنة التخطيط والاستراتيجية التابعة لهيئة الأركان المشتركة في أبريل 1946 أن الاستحواذ على الجزيرة "عديمة القيمة بالنسبة للدنمارك" أمر حيوي للولايات المتحدة.
قال ويليام سي. تريمبل من وزارة الخارجية الأمريكية إن امتلاك الولايات المتحدة لجرينلاند سيوفر لأمريكا مواقع استراتيجية يمكن من خلالها شن عمليات عسكرية عبر القطب الشمالي ضد أعدائها. واقترح تريمبل مبلغ 100 مليون دولار لشراء الجزيرة كما ناقش مع الدنماركيين عرضًا يقتضى باستبدال جرينلاند بمنطقة نقطة بارو في ألاسكا. لو أن العرض الأخير نفذ لكانت الدنمارك قد استفادت من حقل نفط خليج برودهو في ألاسكا المكتشف عام 1967 والذي يعتبر واحد من الاكتشافات النفطية في التاريخ الأمريكي. أرسل وزير الخارجية الأمريكي جيمس ف. بيرنز بيان رسمي في صفقة بقيمة 100 مليون دولار لشراء جرينلاند على وزير الخارجية الدنماركي غوستاف راسموسن أثناء زيارته لواشنطن في 14 ديسمبر 1946.
ذكر البيان الموقف الأمريكي من الاتفاقية غير الرسمية التي أبرمها كوفمان في عام 1941 بشأن تمركز القوات الأمريكية في جرينلاند. اقترحت البيان ثلاثة بدائل: الأول هو تعديل اتفاقية 1941 لتكون عقد إيجار لمدة 99 عامًا للقواعد الأمريكية الموجودة في جرينلاند؛ الثاني هو تولي الولايات المتحدة مسؤولية الدفاع عن الجزيرة؛ والثالث هو شراء جرينلاند. فضلت الولايات المتحدة خيار الشراء واعتقدت أن هذا سيكون أفضل للدنمارك لأنه سيجنب الحكومة الانتقادات المتعلقة بالقواعد الأمريكيو وسيوفر على الدنمارك تكلفة دعم جرينلاند. وأبلغ المسؤولون الأمريكيون نظراءهم الدنماركيين أن البيع "هو أحسن خيار".
قال بيرنز: "يبدو أن احتياجاتنا ... كانت صادمة لراسموسن"؛ بالفعل تفاجأ الدنماركيين من الصفقة. وظهرت شائعات حول الموضوع في ذلك الوقت، ولكن الموقف الرسمي للحكومة الدنماركية كان أن الولايات المتحدة ستسحب قواتها، استنادًا إلى اتفاقية كوفمان لعام 1941 التي تنص على أن الاتفاقية تظل سارية "حتى يتيقن الطرفان نت أن التهديدات الحالية لسلام وأمن الأمريكيين زالت". كانت الحكومة الدنماركية تعتقد أن هذه التهديدات يقصد بها الحرب العالمية الثانية؛ لكنها لم تكن تعلم أن الولايات المتحدة فهمت من النص شموله للتهديدات التي قد يشكلها الاتحاد السوفيتي في فترة ما بعد الحرب. كما أن "المادة العاشرة" من اتفاقية كوفمان كانت تتطلب موافقة كلا الجانبين لإنهاء الاتفاق.
رفض راسموسن الخيارات الثلاثة وعاد إلى الدنمارك. ثم قال لسفير الولايات المتحدة يوشيا مارفل: "[نحن] ندين بالكثير لأمريكا، ولكن لا اعتقد أننا ندين لهم بجزيرة جرينلاند كلها". فاجأ العرض الأمريكي راسموسن بسبب ازدواجية كوفمان الذي دعا أمريكا لتعزيز وجودها العسكري في جرينلاند دون إبلاغ الحكومة الدنماركية بهذه التحركات. وكان كوفمان قد قلل في تقاريره من أهمية مقترحات الاستحواذ أو الشراء التي ناقشها مجلس النواب الأميركي، وقال أن الحكومة الأمريكية تعتبر الفكرة سخيفة، في حين أن الواقع كان غير ذلك. كما أنه لم ينقل أجزاء مهمة من الاقتراح الأمريكي لعام 1945 بالاحتفاظ بقواعدها في الجزيرة بعد الحرب. زار راسموسن واشنطن في عام 1946 متوقعاً إلغاء اتفاقية 1941 التي لم يفهم (بسبب ازدواجية كوفمان) لماذا لم تستجب الحكومة الأمريكية مع مبادرات الحكومة الدنماركية السابقة في هذا الصدد.
ذكرت مجلة التايم في يناير 1947 في سياق تقرير عن اهتمام الجيش الأمريكي بشراء جرينلاند أن لانسينغ أخطأ عندما تخلى عن المطالبة الأمريكية بـ"أكبر جزيرة في العالم وحاملة الطائرات الثابتة". وتوقعت المجلة أن تكون جرينلاند "ذات قيمة دفاعية مثل ألاسكا في السنوات القليلة المقبلة". كما أبرزت المجلة أن الدنمارك ذات الكبرياء الوطني تعاني من أزمة مالية وكانت مدينة للمستثمرين الأمريكيين في ذلك الوقت بمبلغ 70 مليون دولار، وتعاني من نقص في العملة الصعبة (الدولار)، وظهرت شائعات في كوبنهاغن تفيد بأن سعر بيع جرينلاند قد يصل إلى مليار دولار (ما يعادل 10 مليارات دولار اليوم)، أو ما يقارب من أربعة أضعاف المساعدات التي تلقتها الدنمارك في إطار مشروع مارشال.
ربما كان بيع جرينلاند سيُسهل على الدنمارك العودة إلى سياستها التقليدية المتمثلة في الحياد، كما كان ليوفر الأموال التي كانت البلاد في أمس الحاجة إليها في أعقاب الحرب. لكن رفضت جميع الأحزاب السياسية الدنماركية فكرة بيع الجزيرة بمجرد أن انتشرت الشائعات حول هذا الموضوع. قال السياسي الدنماركي ينس سونديروب في مناقشة ميزانية عام 1947: ترددت الشائعات في الصحف حول رغبة أمريكا في شراء جرينلاند. يبدو أن ملك الدولار على وشك أن يصبح عاملاً رئيسيًا في جميع المجالات. أنا لا أعلم عن أي اقتراح رسمي يتعلق بشراء جرينلاند، ولكنني أفترض أننا لن نبدأ في أي شيء يتعلق بهذا الأمر. إذا كان السكان الجرينلانديون يرغبون في علاقة أخرى أو الانفصال فهذه مسألة أخرى، ولكن فيما يتعلق بمستقبل الجزيرة فلا يمكن أن يدخل فيه أي شكل من أشكال المعاملات المالية.
وصف راسموسن فكرة بيع جرينلاند "بالسخيفة"، وأكد أن الدنمارك غير راغبة بأي شكل من الأشكال في التنازل عن سيادتها على جرينلاند. وأن المستعمرات الدنماركية في شمال المحيط الأطلسي (تشمل جرينلاند) تُعتبر جزءًا لا يتجزأ من تاريخ الفايكنغ والهوية الوطنية الدنماركية منذ العصر الذهبي الدنماركي في القرن التاسع عشر، عكس جزر الهند الغربية التي كانت مجرد استثمار اقتصادي للدنماركيين. تمثل جرينلاند للدنمارك رمزًا مماثلًا لما مثله الراج البريطاني للمملكة المتحدة، ويشعر الدنماركيون بمسؤولية أبوية تجاه سكان الجزيرة تشبه إلى حد ما مفهوم "عبء الرجل الأبيض". لم تكن جرينلاند تساهم بقوة في الاقتصاد الدنماركي في تلك الفترة، وكانت الدنمارك تخطط لتوسيع التجارة واستخراج الموارد الطبيعية هناك في المستقبل.
لم تدرك الدنمارك الأهمية الاستراتيجية لجزيرة جرينلاند بالنسبة للولايات المتحدة إلا بعد عقد من الزمن. كانت رؤية الحكومة الدنماركية للأمن القومي محدودة ولم تعتبر جرينلاند جزءًا من أمنها القومي. كان الوضع القانوني لاتفاق عام 1941 غير مستقر وظلت الولايات المتحدة تضغط على موضوع البيع لكن رفضته الدنمارك، تاركة الأمور على حالها حتى ستينيات القرن العشرين.
فاز هانز هيدتوفت بانتخابات البرلمانية الدنماركية في نوفمبر 1947 تبنت حكومته الجديدة استراتيجية ازدواجية مشابهة لاستراتيجية كوفمان. من ناحية أكدت الحكومة للشعب الدنماركي أن الولايات المتحدة ستنسحب من جرينلاند وأبلغت الولايات المتحدة ضمنيًا أن الوجود الأمريكي سيستمر. وكان الهدف الخفي للحكومة الدنماركية هو إقناع الولايات المتحدة بالانسحاب تدريجيًا. لكن كانت هناك نقطة واحدة واضحة وثابتة في موقف الحكومة الدنماركية: وهي أنها تتنازل عن سيادتها على جرينلاند كليًا لأي قوة أجنبية.
أبلغ السفير الأمريكي يوشيا مارفل راسموسن بأن يتكتم على تفاصيل لقائه مع وزير الخارجية جيمس بيرنز. لذا أبقت الحكومة الدنماركية المصالح الأمريكية بشأن جرينلاند سرية، ولم يُكشف عرض عام 1947 إلا في السبعينيات القرن الماضي، ثم نشرته صحيفة صحيفة يولاندس بوستن تقريراً عنه عام 1991.
توقفت الدنمارك في ربيع 1948 عن محاولات إقناع الأمريكيين بالمغادرة. كتب وزير التجارة جينز أوتو كراغ في مذكراته أن أحد أسباب انضمام الدنمارك إلى حلف الناتو كان "احتلال الولايات المتحدة الجزئي الفعلي لجرينلاند (الذي لم نتمكن منعه)"، واعتقاد الاتحاد السوفيتي أن الدنمارك حليفة لأمريكا لذا يجب أن تستفيد الدنمارك من هذا العلاقة. كان بعض الدنماركيين يأملون في أن تناقش الولايات المتحدة قضايا جرينلاند بشكل متعدد الأطراف أو أن تتخلى عن القواعد هناك لأن الدنمارك أصبحت حليفة لها لكن ذلك لم يحدث.

### عرض 1955

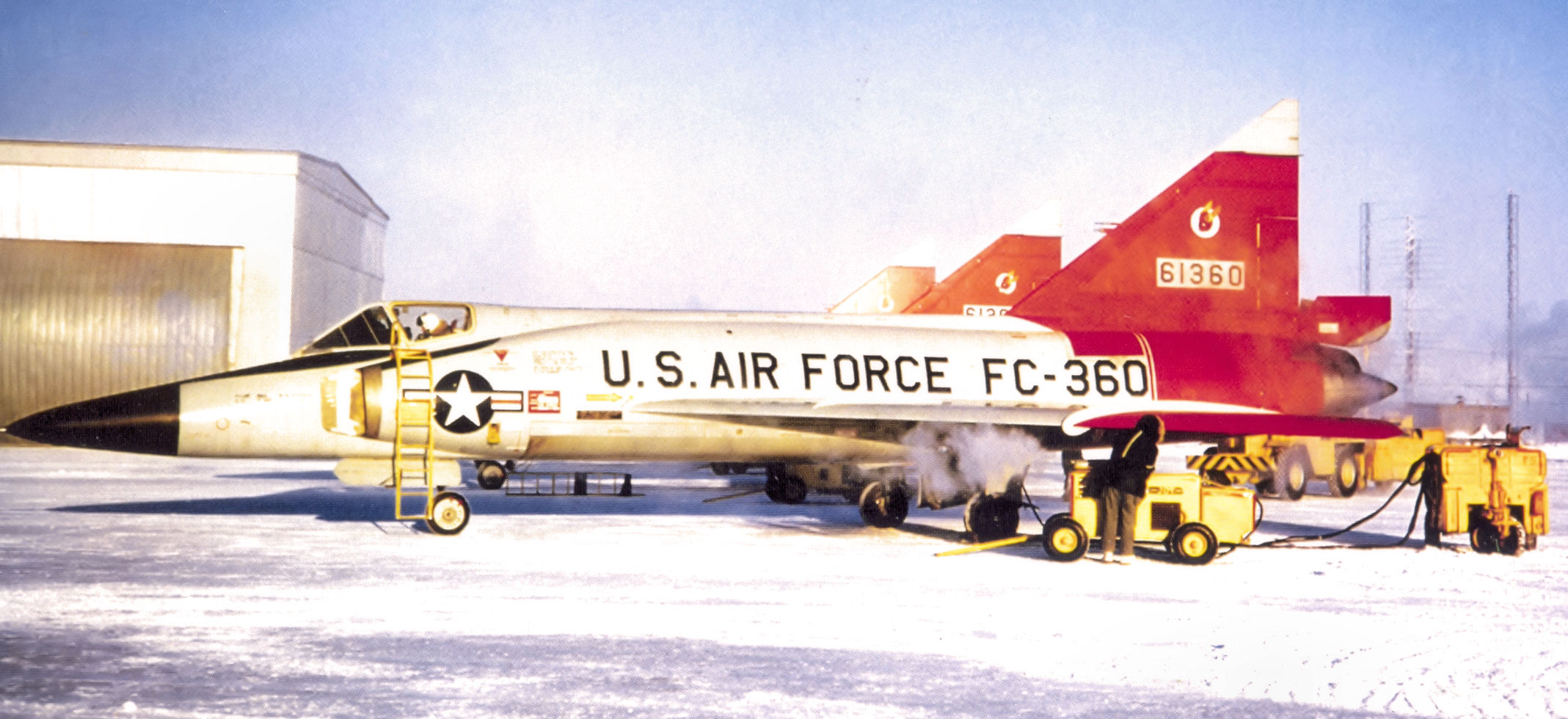
طائرة اعتراضية تابعة لسلاح الجو الأمريكي في قاعدة ثول الجوية 1958

كتب أحد الباحثين في عام 1950 رغم النفي الرسمي للشائعات حول عرض الشراء الأمريكي؛ فإن تكلفة جرينلاند الكبيرة على الدنمارك وأهميتها الاستراتيجية تجعل "البيع المحتمل للجزيرة إلى الولايات المتحدة احتمالاً موجودًا".
لم تكن الدنمارك قادرة على الدفاع عن جرينلاند الجزيرة الضخمة المغطاة بالجليد والتي تزيد مساحتها على مساحة الدنمارك بنحو 50 ضعفًا بعد الحرب. وقعت الدنمارك والولايات المتحدة اتفاقية في أبريل 1951 - أنهت أخيراً اتفاقية 1941 - نصت على أن الوجود الأمريكي في جرينلاند سيستمر طالما ظلت معاهدة الناتو سارية المفعول.
أدركت الدنمارك أن جرينلاند ستظل قريبة من الولايات المتحدة حتى في غياب اتفاقية رسمية سواء كانت دولة مستقلة اسميًا أو تتمتع بوضع مشابه لبورتوريكو. وبيّن باحث دنماركي أن سيادة بلاده على الجزيرة وقت الحرب الباردة كانت "اسمية" وكانت السيطرة على الأرض للولايات المتحدة.
ذكرت هيئة الإذاعة البريطانية أن اتفاقية عام 1951 "في الواقع أعطت الولايات المتحدة ما تريد" إذ ضمنت وصولها غير المحدود إلى القواعد العسكرية والموارد الاستراتيجية في جرينلاند. اقترحت هيئة الأركان المشتركة الأمريكية على أيزنهاور في عام 1955 أن تحاول الولايات المتحدة مرة أخرى شراء جرينلاند قائلة أن "السيادة توفر الأساس الأقوى لضمان أن الأراضي ومواردها ستكون متاحة للاستخدام العسكري عند الحاجة. ومن شأن سيادة الولايات المتحدة على جرينلاند أن تزيل أي شك في الوصول غير المشروط للقواعد".
بنت الولايات المتحدة قاعدة ثول الجوية شمالي جرينلاند في عملية بلو جاي في عام 1953. دخلت الجزيرة في نظام نوراد في 1959. وشغلت قاعدة ثول أكثر من 1000 من سكان جرينلاند وكان فيها ما يقرب من 10,000 موظف أمريكي. قامت القاعدة هي وحوالي 50 قاعدة أمريكية أخرى بتعقب الغواصات السوفيتية في ممر جي يو كي. كان الجيش الأمريكي يخطط لنشر 600 صاروخ مينتمان تحت الجليد في جرينلاند ضمن مشروع آيسورم.
اقترح نائب الرئيس الأمريكي نيلسون روكفلر في السبعينات شراء جرينلاند لاستغلال موارد التعدين فيها، كُشف هذا الاقتراح في كتاب "الإمبراطوري روكفلر" (1982) لكاتب خطاباته جوزيف إي. بيرسيكو. قال الصحفي سي. إل. سولزبيرغر في عام 1975 إن الموقف الأمريكي العام يرى أن جرينلاند "يجب أن تكون ضمن نطاق مبدأ مونرو"، مؤكداً وبين إدارة الجزيرة بشكل مستقل وبرر ذلك بتحديات اجتماعية وصحية، مثل معاناة ربع السكان من أمراض تناسلية. طرح السياسي الأمريكي باتريك بوكانان في عام 1990 فكرة ضم جرينلاند للولايات المتحدة كجزء من توسعها، قائلاً إن تحقيق ذلك "ليس حلمًا بعيد المنال" ويتطلب فقط "الصبر".
قل اهتمام الولايات المتحدة بجرينلاند بعد الحرب الباردة؛ وأهملت رادارات نوراد. أصبحت ثول القاعدة الوحيدة للولايات المتحدة بالجزيرة في 2004 ولم يعد بها إلا بضع مئات من الأمريكيين. يقال إن عدم اهتمام الولايات المتحدة بالجزيرة بعد الحرب الباردة خيب آمال العديد من سكان جرينلاند. كما لم تنجح مقترحات التمويل الأمريكي لأبحاث المناخ والمنح الدراسية.

### القرن الواحد والعشرين
ازداد اهتمام كل من الولايات المتحدة وروسيا والصين بجرينلاند والقطب الشمالي في أوائل القرن الحادي والعشرين. شاركت وزيرة الخارجية الأمريكية هيلاري كلينتون ونظيرها الروسي سيرجي لافروف في الاجتماع الخامس للقطب الشمالي في عام 2010. صرح الباحث راسموس نيلسن في عام 2019: "يمكننا أن نلاحظ في العامين الماضيين تركيزاً متزايداً من الولايات المتحدة ورغبة واضحة في تعزيز وجودها في جرينلاند. يمكن الشعور بأن الولايات المتحدة بدأت تدرك واقع القطب الشمالي بسبب التحركات الروسية والصينية".
كتب السفير الأمريكي لدى الدنمارك جيمس بي كين في عام 2007 إن استقلال جرينلاند أمر حتمي في المستقبل، وأن الولايات المتحدة لديها فرصة للتأثير على هيكل الدولة الجديدة التي قد تنشأ لذا يجب أن تستعد من خلال تعزيز التواصل المباشر مع جرينلاند مع تقدم الجزيرة نحو الحكم الذاتي. وأضاف كاين أن البرامج التعليمية والثقافية والعلمية الأمريكية المستمرة عززت العلاقات مع سكان الجزيرة وحافظت على نفوذ الولايات المتحدة هناك، بينما أبقت القوى الأخرى مثل الصين خارج المنافسة. قال والتر بيربريك من الكلية الحربية البحرية في عام 2019: "من يسيطر على جرينلاند سيسيطر على القطب الشمالي. إنه الموقع الاستراتيجي الأهم في القطب الشمالي وربما في العالم". تُؤكد الولايات المتحدة على أن جرينلاند تقع جغرافيًا في أمريكا الشمالية، وكثيراً ما يزور الجزيرة مسئولون دبلوماسيون وعسكريون أمريكيون وهيئة المسح الجيولوجي الأمريكية.

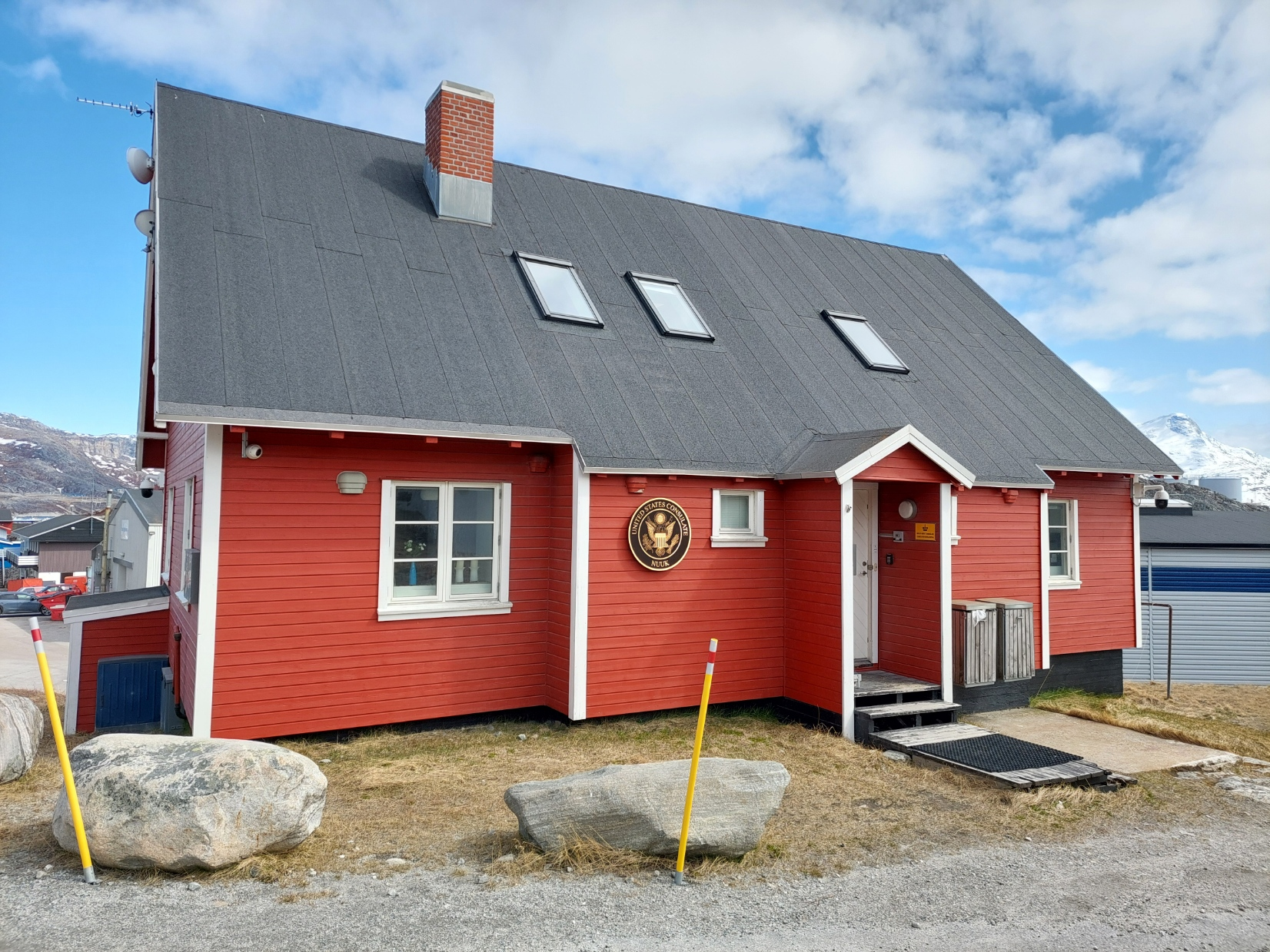
قنصلية الولايات المتحدة في جرينلاند، افتتحت في عام 2020 بعد 60 عام على إغلاقها في 1953

أعاد الأمريكيون تأسيس الأسطول الثاني للولايات المتحدة المسئول عن شمال الأطلسي في عام 2018؛ اقترح بيربريك أن يمركز في جرينلاند. وقال هنريك برايتنبوش من جامعة كوبنهاغن إن الاتفاقية التي رحبت بها جرينلاند كانت جزءاً من التركيز الأمريكي المتزايد على الدفاع عن أمريكا الشمالية. يمكن أن تصبح الجزيرة الموقع الذي تُنشئ فيه الولايات المتحدة ميناءها الاستراتيجي الجديد في القطب الشمالي الذي ينص عليه قانون تفويض الدفاع الوطني للسنة المالية 2020.
طلبت جرينلاند من الولايات المتحدة إجراء مسح جوي لأراضيها في 2019. كان مخطط لهذا المشروع سابقًا ولكن لم ينفذ إلا بعد اقتراح إدارة ترامب بشراء الجزيرة. استخدمت البحرية الأمريكية تقنيات التصوير فوق الطيفي فوق منطقة جارار، وقامت هيئة المسح الجيولوجي الأمريكية بتحليل البيانات للبحث عن الموارد المعدنية المحتملة.
قبلت جرينلاند منحة أمريكية بقيمة 12.1 مليون دولار لدعم التنمية الاقتصادية في أبريل 2020. وافقت الدنمارك في ديسمبر 2019 على طلب إدارة ترامب بإعادة افتتاح قنصلية أمريكا في جرينلاند والتي كانت قد أُغلقت عام 1953 بعد أن افتتح أول مرة خلال الحرب العالمية الثانية. أعيد افتتاح القنصلية في يونيو 2020، بعد يوم واحد من إعلان الإدارة الأمريكية عن خططها لبناء أسطول جديد من كاسحات الجليد ليعكس اهتمامها المتزايد بمنطقة القطب الشمالي.وصف نيك سولهايم من معهد والاس لأمن القطب الشمالي هذين الإجراءين بأنهما "أهم الأشياء التي قمنا بها في سياسة القطب الشمالي خلال الأربعين عامًا الماضية".

### رئاسة دونالد ترامب
طرح دونالد ترامب فكرة السيطرة على جرينلاند مرارا وتكرارا في فترة رئاسته الأولى والثانية. يقال إنه يرى في الفكرة حيوية للأمن القومي وللولايات المتحدة وطريقة لتعزيز إرثه التاريخي مثلما حدث مع سلفه ويليام ماكينلي.

#### الأولى

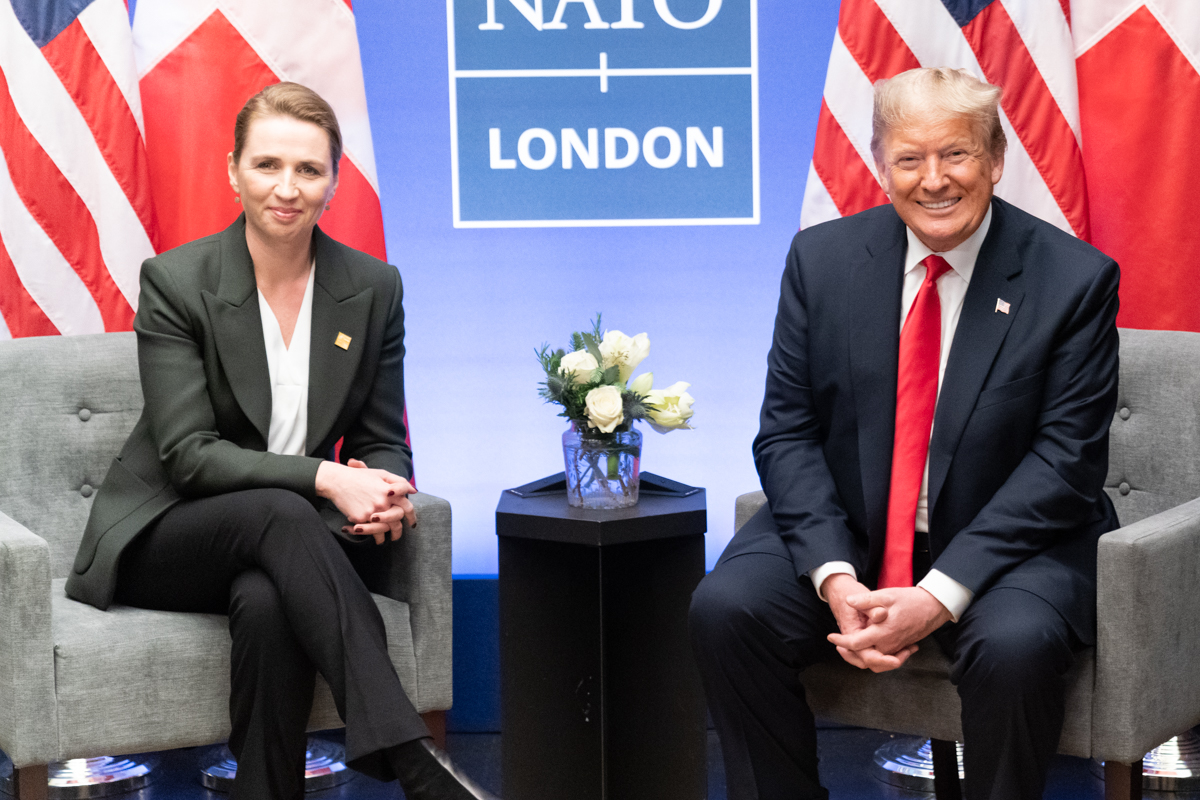
مقابلة بين دونالد ترامب ومته فريدريكسن في ديسمبر 2019، كان من الفترض أن يزور ترامب الدنمارك في أغسطس 2019 لكنه ألغى الزيارة بعد قول مته على فكرة بيع الجزيرة فكرة سخيفة.

ناقش الرئيس الأمريكي السابق دونالد ترامب فكرة شراء جرينلاند في عام 2017. اقترح عليه الفكرة رجل الأعمال رون لودر في فترة رئاسته الأولى، وعرض أن هو يصبح قناة خلفية للتواصل مع الحكومة الدنماركية. ادعى ترامب لاحقًا أن الفكرة كانت من بنات أفكاره وكلف مستشار الأمن القومي جون بولتون بدراستها. كلف بولتون بدوره فيونا هيل بالعمل على الاقتراح وشكّل فريقًا صغيرًا لدراسة الخيارات. أفادت التقارير أن ترامب اقترح مرارًا تحويل أموال فيدرالية مخصصة لبورتوريكو لتمويل شراء جرينلاند بل وناقش فكرة مقايضة الجزيرة بالإقليم الأمريكي. عبّر ترامب في مقابلة مع صحفيي نيويورك تايمز بيتر بيكر وسوزان غلاسر لكتابهما The Divider عن افتتانه بالصفقة بسبب حجم الجزيرة واعتقاده بأنها ستكون صفقة عقارية مميزة من شأنها تأمين إرثه في التاريخ.
ناقش الرئيس الأمريكي دونالد ترامب فكرة شراء جرينلاند مع كبار المستشارين والسيناتور توم كوتون الذي اقترح شراء الجزيرة على السفير الدنماركي لارس غيرت لوس في أغسطس 2018. تناقش 20 مسؤول في البيت الأبيض مع الجيولوجي الأسترالي جريج بارنز بشأن العناصر الأرضية النادرة في الجزيرة في يوليو 2019. يقال إن مؤيدي الاستحواذ داخل وخارج إدارة ترامب منهم مكتب المحيطات والشئون البيئية والعلمية الدولية ناقشوا فكرة شراء الجزيرة وتوسيع الشراكة الأمريكية مها. وذكر أحد المسئولين أن الولايات المتحدة قادرة على دعم جرينلاند بمبلغ أكبر بكثير مما تستطيع الدنمارك تقديمه؛ اعتبارًا من يناير 2020 يُعد الدعم الذي تقدمه الدنمارك لجرينلاند أقل من الميزانية السنوية لمدينة إل باسو بولاية تكساس. قال كوتون إنه اقترح شراء الجزيرة على الرئيس بسبب أهمية الجزيرة للأمن القومي الأمريكي وإمكاناتها الاقتصادية الكبيرة. قال كوتون: "من يعجز عن رؤية ذلك فهو مغيب بفعل اضطراب ترامب".
نشرت صحيفة وول ستريت جورنال تقريرًا في أغسطس 2019 عن مناقشات الرئيس الأمريكي دونالد ترامب حول شراء جرينلاند، رد عليه رئيس وزراء جرينلاند السابق كيم كيلسن ووزير خارجيته آني لون باجر وممثلي جرينلاند في برلمان الدنمارك ورئيسة وزراء الدنمارك ميت فريدريكسن ورئيس وزراء الدنمارك السابق وزعيم ائتلاف المعارضة لارس لوك راسموسن وأعضاء أحزاب أخرى، من أقصى اليسار إلى أقصى اليمين برفض البيع، واعتبرها البعض مزحة من ترامب. وصفت فريدريكسن الفكرة "بالسخيفة" وأن "جرينلاند ليست للبيع، جرينلاند ليست دنماركية، جرينلاند هي جرينلاندية". وبينت مته إلى رغبة الدنمارك في الحفاظ على العلاقات الوثيقة مع الولايات المتحدة وأعربت عن انفتاحها على زيادة الوجود العسكري الأمريكي في الجزيرة.
ألغى ترامب في 20 أغسطس 2019 زيارة دولة مخططة للولايات المتحدة إلى الدنمارك بسبب تصريحات فريدريكسن. ذكرت صحيفة نيويورك تايمز أن الدنمارك كانت في حيرة من أمرها بسبب هذا القرار المفاجئ. وسرعان ما أبلغت الحكومة الدنماركية الولايات المتحدة بدعمها للسياسة الأمريكية حول منطقة القطب الشمالي. دعت فريدريكسن في اليوم التالي إلى "تعاون أقوى" مع الولايات المتحدة في شئون القطب الشمالي. ومع تأكيدها مرة أخرى أن "جرينلاند ليست للبيع". كما كررت فريدريكسن بيانها حول أهمية التحالف مع الولايات المتحدة باللغة الإنجليزية، لضمان وصول رسالتها إلى المسؤولين الأمريكيين. ويبدو أن المحاولة الدنماركية لاسترضاء الولايات المتحدة قد نجحت.
اتصل وزير الخارجية الأمريكي مايك بومبيو هاتفياً بوزير الخارجية الدنماركي جيبي كوفود بعد فترة من ذلك اليوم وأشاد بالتعاون الدنماركي الأمريكي في منطقة القطب الشمالي والتحالف بين البلدين. كما أكد كلاهما عزمهما على تعزيز التعاون في المنطقة. وقال المحلل الدنماركي كريستيان موريتزن إن بومبيو ساعد فريدريكسن في "تهدئة الأمور مع ترامب" وتجنب ما كان "يصبح مشكلة كبيرة جداً بالنسبة للدنمارك".
قال دبلوماسي صيني إن ترامب كان يفكر على الأرجح في الصين عندما عرض شراء جرينلاند. وقال بو ليدجارد إن اهتمام الرئيس أظهر أن "الولايات المتحدة لا تنوي المغادرة... وهو ما لا تستطيع جرينلاند ولا الدنمارك أن تفعل شيئاً حياله". وأضاف: "هذا هو واقع عالم تهيمن فيه القوة". وقال أندرياس بوي فورسبي من جامعة كوبنهاجن إن اهتمام ترامب كان "إشارة واضحة للغاية لكل من الصين والدنمارك بأن جرينلاند منطقة استراتيجية أمريكية حصرية". وقال الأدميرال نيلز وانغ الرئيس السابق للبحرية الملكية الدنماركية: "قد يكون نهج ترامب غير حكيم، لكنه يبعث رسالة قوية إلى روسيا والصين: لا تقتربوا من جرينلاند. هذا يغير قواعد اللعبة بالكامل".
لم يتطرق مؤيدو الشراء الأمريكيين لفكرة استقلال جرينلاند في الوثائق الرسمية لتجنب إزعاج الدنماركيين. إذا يمكن للجزيرة أن تعلن استقلالها ثم تنضم لاحقاً إلى الولايات المتحدة. وقال أولريك برام جاد من جامعة ألبورج: "الطريقة الوحيدة التي سيتمكن بها ترامب من شراء جرينلاند هي منحهم عرضاً لا يمكنهم رفضه". توقع جون رابيك كليمنسن من كلية الدفاع الملكية الدنماركية أن تكون المفاوضات صعبة بالنسبة للدنمارك، وأن تسعى الجزيرة للحصول على فوائد دبلوماسية ومالية من الدنمارك والولايات المتحدة ويحتمل أن تتفاوض جرينلاند والولايات المتحدة على الموضوع بدون الدنمارك. شددت صحيفة لندن جلوبالست على ضرورة التفاوض بدون الدنمارك، واقترحت أن "الولايات المتحدة يجب أن توضح أن هذا [الدعم] سيزيد كثيرًا مهما كانت هذه الأداة فظة وغير لائقة".
قال ثورستن بورينج أولسن من جامعة آرهوس: إن سكان الجزيرة يمكنهم استغلال ورقة الانضمام لأمريكا عند التفاوض مع الدنمارك حول أي موضوع. قال بول كراروب رئيس تحرير سيرميتسياك، إن الاهتمام الأمريكي أثار نقاشاً محلياً جديداً قد يؤدي إلى زيادة استقلالية الجزيرة عن الدنمارك. قال إن سكان جرينلاند لا يدعمون فكرة البيع للولايات المتحدة ولكنهم يريدون زيادة التعاون مع الولايات المتحدة. يفضل أغلب سكان جرينلاند الدانمارك على الولايات المتحدة إلا أن أغلبهم يفضلون الأخيرة على الصين. وأعرب شخص آخر من جرينلاند عن أمله في أن يؤدي اهتمام ترامب إلى إظهار الدنمارك بعض الاحترام لجرينلاند. إذ بعد أن رأوا أن أمريكا تريد أن شراء جزيرتنا ربما يمكنهم رؤية قيمتنا". وأشار ثالث إن "الدنماركيين حصلوا على مدى مئات السنين على مليارات الكرونات من جرينلاند وأهملوا سكانها.
قال كراروب إن بعض سكان جرينلاند شعروا بالإهانة من طريقة عرض ترامب لكنهم كانوا أيضاً غاضبين من الدنمارك لمناقشة مسألة الجزيرة بدون مشاركتهم. أعرب كراروب عن أمله في أن تؤدي مصلحة الرئيس إلى تغيير الوضع السياسي في الجزيرة. وقالت النائبة البرلمانية عن حزب فولكيتينج آجا شيمنيتز لارسن أن الحكومة الدنماركية بدأت بالفعل تغير طريقتها في التعامل مع الجزيرة بسبب ترامب، وعبارة فريدريكسن "جرينلاند ليست دنماركية. جرينلاند جرينلاندية" توضح للمرة الأولى سيطرة الجزيرة على قضاياها الخارجية أو الأمنية. صرح بيليه بروبيرج من حزب ناليراق أنه في ضوء الرغبة الأمريكية في استبدال الدعم الدنماركي بات لدى جرينلاند بديل لعدم الاهتمام الدنماركي باستقلالها. واقترح أن تبدأ الجزيرة عملية الاستقلال المنصوص عليها في القانون الدنماركي وتتفاوض مباشرة مع الولايات المتحدة للحصول على الدعم العسكري والمالي الأمريكي.
حذر تيلي مارتينوسن من حزب التعاون من استبدال الدعم الدنماركي بدعم دولة أخرى وحذر المخاطر التي قد تطال التعليم والرعاية الصحية في الجزيرة عند الانضمام إلى الولايات المتحدة. ووصف حزب سيوموت اقتراح بروبيرج بالغير مناسب وقال أن جرينلاند تحتاج للاستقلال بنفسها ويجب أن تزيد التعاون مع الدنمارك والولايات المتحدة. قال حزب التضامن الجرينلاندي أن البقاء تحت تبعية المملكة الدنماركية هو الأفضل إذ أن الجزيرة ستخسر الدعم والمساعدات الدنماركية وتمثيلها في البرلمان إن انضمت إلى الولايات المتحدة. وقد وصف سورين إسبرسن من حزب الشعب الدنماركي وصف بروبيرج بأنه ساذج لرغبته في مغادرة المملكة لأن "الولايات المتحدة ستبتلع جرينلاند مرة واحدة" بعد الاستقلال ولن تعوض الدعم الدنماركي. كما نصح وزير الخارجية السابق مارتن ليدجارد من الحزب الاشتراكي الليبرالي الدنماركي بعدم التفاوض على دعم أمريكي لجرينلاند، لأن "الولايات المتحدة ليست من النوع الذي يمنح شيئاً مجاناً". كما اعتبر أكالوك لينج -الرئيس السابق لمؤتمر الإنويت القطبي- العرض الأمريكي بالهجوم على السيادة الدنماركية واستقلال جرينلاند.
كان سكان الجزيرة يأملون في أن تؤدي الدعاية الناتجة عن اهتمام ترامب إلى زيادة الاستثمار الخارجي والسياحة في جرينلاند. أفادت شركة عقارية في نوك أن الاستفسارات الدولية ارتفعت من واحد أو اثنين سنويًا إلى 10 في الأسبوع الذي تلا اقتراح ترامب. وقال كراروب إن الرئيس "قدم لنا خدمة؛ لقد جعل جرينلاند معروفة في جميع أنحاء العالم. هذا أفضل إعلان يمكن أن نحصل عليه"، وأن الجزيرة تحتاج إلى استثمارات ودعم أمريكي لبناء المطارات والطرق لكي تصبح جرينلاند أكثر استقلالاً عن الدنمارك. زادت وكالات السفر الإسكندنافية من رحلاتها السياحية إلى الجزيرة بعد أن قال ترامب مزحًا أن لن يبني بها برج ترامب. وأدرج مكتب السياحة في جرينلاند عرض ترامب والاهتمام الأمريكي السابق بالجزيرة على موقعه على الإنترنت.
ذكر مارتن ليدجارد ويكندافيسين وبريتنبوخ وهانز موريتزن من المعهد الدنماركي للدراسات الدولية أن ترامب أجبر الدنمارك على رؤية تجاهل جرينلاند كالمعتاد. وقالوا أن كييلسن وفريدريكسن على الأرجح سيبنون قواعد أمريكية إضافية في المنطقة. وأن ترامب سيخير الدنمارك بين الوفاء بالتزامها في قمة ويلز بإنفاق نسبة 2% من الناتج المحلي الإجمالي على الدفاع أو الاحتفاظ بجرينلاند. وقال بريتنبوش سواء كانت الجزيرة مستقلة أو تابعة للدنمارك أو الولايات المتحدة، فالولايات المتحدة ستظل المهيمنة على الجانب العسكري وستقيد الاستثمارات الأجنبية التي قد تؤثر على الأمن القومي.
قال نائب رئيس الولايات المتحدة مايك بنس إن إعادة فتح القنصلية كان "تتويجا لجهود الإدارة لتعزيز مشاركتنا في منطقة القطب الشمالي". قال لارسن في أكتوبر 2019 إن القنصلية كانت جزءًا من "هجوم سحري ضخم من الولايات المتحدة وقوتها الناعمة في الدبلوماسية"، وقال إن الإهمال الدنماركي لمسؤولياتها في جرينلاند قد يجعل الأغلبية في الجزيرة تدعم ضمها إلى الولايات المتحدة خلال خمس إلى عشر سنوات قادمة. واتهم إسبرسن في نوفمبر وزير مالية جرينلاند فيتوس كوياوكيتسوك بإجراء مفاوضات ثنائية سرية مع مسؤولين أمريكيين في أمور السياسة الخارجية والأمنية في تحدٍ للسلطة الدنماركية. وقال إسبرسن "استعد السفراء الأمريكيون لليوم الذي تعلن فيه جرينلاند استقلالها حتى تتمكن الولايات المتحدة من التدخل في شؤون الجزيرة في نفس الوقت. وطلب من جرينلاند الاختيار بين الدنمارك والولايات المتحدة. ونفى كوجاوكيتسوك هذا الادعاء وقال إن جدول اجتماعاته الأمريكية كان علنيًا. وانتقد إسبرسن لعدم ثقته بمسؤولي الجزير وقال مارتن ليدجارد إن الولايات المتحدة مهتمة " بـ... جرينلاند والقطب الشمالي".
صرح ترامب في مقابلة له في 2021 أن الحكومة الدنماركية فقدت "شجاعتها السياسية" بعد تسريب صحيفة وول ستريت جورنال للاقتراح في أغسطس 2019. وأضاف توم دانز الذي عينه ترامب في لجنة أبحاث القطب الشمالي الأمريكية في عام 2025 أنه عمل في جرينلاند حتى اليوم الأخير من رئاسة ترامب الأولى.

#### الثانية

الولايات المتحدة التي يتصورها دونالد ترامب بعد شراء جرينلاند واحتلال قناة بنما وضم كندا (2024)

شجعت إدارة بايدن الشركات الغربية على الاستثمار في قطاع التعدين في جرينلاند خاصة في ظل التنافس العالمي على الموارد النادرة. حث المسؤولون الأمريكيون والدنماركيون في عام 2024 شركة جيولوجي بارنز تانبريز للتعدين على عدم بيع مشاريعها في الجزيرة لمطورين صينيين. باعت تانبريز المشاريع لشركة كريتيكال ميتالز الأمريكية ويُقال إنها باعته بسعر أقل بكثير مما عرضه الصينيون. يشبه هذا الضغط الأمريكي الجهود المماثلة التي تبذلها الولايات المتحدة لمنع النفوذ الصيني في مناطق استراتيجية أخرى مثل الحزام النحاسي في أفريقيا.
قال نيك سولهايم من أميريكان مومنت قبل أسبوع من انتخاب ترامب أنه كان جادًا بشأن شراء جرينلاند، وأن ترامب قد يشجع الاستيطان الأمريكي في الجزيرة. نشر النائب مايك كولينز حليف دونالد ترامب بعد فترة وجيزة من انتخابات 2024 خريطة لجرينلاند تُظهر أنها ستصوت للحزب الجمهوري في انتخابات 2029، وهو تلميح أن ترامب سيسعى لشراء جرينلاند في ولايته الثانية.
ناقشت إدارة ترامب الجديدة فكرة الاستحواذ على جرينلاند علنًا في يناير 2025 وأكدت السلطات الدنماركية والجرينلاندية مرة أخرى أن الجزيرة "ليست للبيع". بدا أن الملك فريدريك العاشر ملك الدنمارك يسخر ضمنيًا من عروض ترامب في خطابه الأول في عام 2025، إذ قال: ""نحن جميعًا متحدون ولاءنا لمملكة الدنمارك، من الأقلية الدنماركية في جنوب شليسفيغ إلى جرينلاند". كما أمرت الأسرة المالكة بتعديل الشعار الملكي للدنمارك ليوضح أكثر ارتباط الدنمارك وجرينلاند.
وجه دونالد ترامب رسالة إلى جرينلاند بمناسبة عيد الميلاد اتبعها رئيس حزب سيوموت (وزير مالية جرينلاند) إريك جنسن بدعوة الرئيس المنتخب لزيارة الجزيرة. وصل دونالد ترامب الابن نجل الرئيس الأمريكي إلى جرينلاند في 7 يناير، لكنه لم يلتقِ بجنسن أو أي مسؤولين في حكومة جرينلاند. كان مرشد ترامب الابن هو يورغن بواسين أحد سكان الجزيرة المؤيدين لترامب والذي أعلن عن نيته الترشح في انتخابات أبريل 2025 على منصة سياسية مؤيدة للولايات المتحدة، ولكنه معارض لفكرة الاستحواذ الأمريكي على جرينلاند.
طلبت مته فريدريكسن مقابلة ترامب لمناقشة مسألة جرينلاند. وأكدت حكومتها سرا لمساعدي ترامب أن الجزيرة ليست للبيع لكنها ستناقش زيادة الوجود العسكري للولايات المتحدة أو أي طلب أمريكي آخر لإقناع ترامب بأن الولايات المتحدة لا تحتاج أن تشتري جرينلاند. أجرت فريدريكسن وترامب محادثة هاتفية مدتها 45 دقيقة حول موضوع جرينلاند في 15 يناير، صرحت فريدريكسن بعد الاتصال: "لا يوجد لدي سبب للاعتقاد [...] أن ترامب ليس جادا في تصريحاته حول جرينلاند ". صرح بعدها بيومين وزير الخارجية لارس لوك راسموسن لصحيفة بوليتيكن حول الموضوع. ذكرت صحيفة فاينانشيال تايمز أن "خمسة مسؤولين أوروبيين كبار حاليين وسابقين أطلعوا على المكالمة قالوا أنها سارت على نحو سيئ للغاية. قال أحدهم: "كانت النية واضحة جدا. إنهم يريدونها [جرينلاند]". لم يعترف مكتب فريدريكسن بأي من تفسيرات الجهات المحهولة للمحادثة.
أعرب السناتور الأمريكي جون فيترمان عن معارضته لفكرة "الاستيلاء على جرينلاند بالقوة" وأنه يفضل صفقة مثل صفقة لويزيانا أو ألاسكا. وقال السناتور دان سوليفان من ألاسكا إنه سيدعم شراء جرينلاند "إذا كان السعر مناسبًا". كما أبدى جارد بولس حاكم ولاية كولورادو انفتاحه على الاقتراح "إذا كان ذلك باختيار شعب جرينلاند". قال جون بولتون مستشار الأمن القومي السابق أنه يعترض على الطريقة التي يتعامل بها ترامب مع الأمر معتبرًا أن الأمر يحتاج إلى نهج أكثر "حساسية ودبلوماسية".
أكد كونو فينكر عضو البرلمان الجرينلاندي أن هدف الجزيرة النهائي هو الاستقلال ويمكن أن تعقد الجزيرة ميثاق ارتباط حر مع الولايات المتحدة والدنمارك. وقال فينكر: "اقتصاد جرينلاند يحتاج إلى التنويع... لذا فإن دونالد ترامب الابن وحتى والده وغيره من أعضاء الإدارة القادمة من الولايات المتحدة مرحب بهم للغاية هنا في جرينلاند، كان فينكر ممن التقوا ترامب الابن عند زيارته لنوك. أكد وزير الخارجية الأمريكي ماركو روبيو في 30 يناير 2025 رغبة ترامب بشراء الجزيرة.
أثارت تصريحات ترامب والمسؤولين الأمريكيين قلقًا كبيرًا في الدنمارك. اجتمعت رئيسة الوزراء فريدريكسن بقادة أحزاب المعارضة لمناقشة الأزمة في 9 يناير. انتقد النائب المعارض راسموس جارلوف موقف فريدريكسن المتساهل برأيه وعبارتها التي لم تكن حازمة. قال التحالف الأحمر الأخضر إن الدنمارك يجب أن تعلق اتفاقية عام 2023 التي تسمح للقوات الأمريكية باستخدام الأراضي الدنماركية، رفض متحدث الحزب الاشتراكي الديمقراطي الحاكم هذا الأمر بدعوى أن الولايات المتحدة حيوية لحلف شمال الأطلسي وأمن الدنمارك. قارنت نوا ريدنغتون المستشارة الخاصة لرئيسة الوزراء السابقة هيلي تورنينج-شميت الضغوط الدولية التي تواجهها الدنمارك حاليًا بتلك التي واجهتها لها خلال أزمة الرسوم الكاريكاتورية المسيئة للنبي محمد في صحيفة يولاندس بوستن في عام 2005.
أعطى عرض ترامب جرينلاند فرصة استراتيجية لاستغلال التنافس بين الولايات المتحدة والدنمارك. قال بيتر فيجو جاكوبسن من جامعة جنوب الدنمارك إنه إذا عرض ترامب تمويلًا يفوق الدعم الدنماركي الحالي "فيمكنني بسهولة أن أتخيل أن غالبية السكان سيدعمون الاستقلال". أما ناجا ناثانيالسن وزيرة الحكومة في جرينلاند فقالت إن حكومتها تسعى منذ سنوات لتعزيز التعاون مع الولايات المتحدة أو الاتحاد الأوروبي وتقليل تعاملها مع الدنمارك بسبب قضايا مثل الموارد الطبيعية وقضية اللولب القسري، وأكدت أن جزيرتها ستستفيد من الاهتمام الدنماركي والدولي الذي أثاره ترامب لتسوية تلك الفضائح. أكدت ناثانيالسن في مقال على واشنطن بوست أن "جرينلاند ليست دنماركية ولا أمريكية" وحثت الأمريكيين على الاستثمار في مجالي التعدين والبنية التحتية بالبلاد.
كتب ترامب على تويتر في 9 يناير: "شعب جرينلاند يحب فكرة أن يصبح [ولاية أمريكية]، ربما لا يعجب ذلك الدنمارك". أعرب بروبيرج عن معارضته لانضمام جرينلاند إلى الولايات المتحدة لكن اهتمام ترامب بالجزيرة أكد أهميتها الاستراتيجية وأن دولًا أخرى يمكن أن تساعد جرينلاند في تحقيق استقلالها. رفض قادة جميع الأحزاب الخمسة في إيناتسيسارتوت (برلمان جرينلاند) في 11 يناير فكرة أن تصبح الجزيرة جزءًا من الولايات المتحدة ولكنهم أكدوا أهمية الحفاظ على علاقة جيدة مع واشنطن.
كما أعرب عدد من القادة الأوروبيين عن قلقهم إزاء إصرار ترامب المتزايد على ضم جرينلاند. صرح المتحدث باسم الاتحاد الروسي ديمتري بيسكوف برفض روسيا لأي تغييرات في الوضع الراهن. حذر وزير الخارجية الفرنسي جان نويل بارو ترامب من تهديد حدود الاتحاد الأوروبي. وأعرب المستشار الألماني أولاف شولتس عبر منشور له على منصة إكس عن "قلق إزاء التصريحات الأمريكية الأخيرة". وقال مثل كلامهم رئيس وزراء النرويج يوناس غار ستوره ورئيس وزراء السويد أولف كريسترسون ووزير الخارجية البريطاني ديفيد لامي.
كتب جاك هارتمان من كلية الحقوق بجامعة دندي أن البرلمان الدنماركي حتى لو صوت ضد استقلال جرينلاند، فإن الدنمارك لن تتمكن من منع الانفصال بسبب حق الجزيرة في إعلان الاستقلال من جانب واحد والذي يمكن أن تعترف به الولايات المتحدة. ألغى رئيس وزراء جرينلاند موتي إيجيدي اجتماعاً مخططاً مع الملك فريدريك العاشر بسبب تعارض في الجدول الزمني، قالت صحيفة كوبنهاغن بوست أن الحدث "ليس طبيعياً" وكان يُفترض أن يتعارض اللقاء مع زيارة ترامب الابن لنوك. أُعيد تحديد موعد الاجتماع مع الملك وعُقد بعد بدأ بعد أربع ساعات من الموعد الأصلي. وعلّق المؤرخ الملكي سيباستيان أولدن يورغينسن بأن إيجيدي أعاد جدولة الاجتماع لإظهار أنه لم "ينحنِ للدنمارك".
صرّحت فريدريكسن وإيجيدي في مؤتمر صحفي في 10 يناير أن إدارة ترامب القادمة لم تتواصل معهما بعد. وقال إيجيدي: "جرينلاند لشعب جرينلاند. لا نريد أن نكون دنماركيين ولا أمريكيين. نريد أن نكون جرينلانديين"، وأكد أنه يتفهم المصالح الاستراتيجية للولايات المتحدة في جزيرته. كما عبّر عن رغبته في استقلالية جرينلاند في شؤون السياسية الخارجية. اعتقدت إليزابيث سفان من صحيفة بوليتيكن أن نبرة إيجيدي أصبحت أقل حدة فليس عنده مانع من الاستقلال على المدى الطويل. وكتب مارك ليبوفيتش أن إيجيدي بدا مرهقاً ومستاء من الاهتمام العالمي الهائل والمفاجئ الذي أثاره اهتمام ترامب به وبجزيرته.
وصفت فريدريكسن الاهتمام الأمريكي بجرينلاند بالإيجابي وأنه أعاد تقييم العلاقات بين الدنمارك والجزيرة، وقالت إن رغبة جرينلاند في الاستقلال "مشروعة ومفهومة"، لكنها تأمل أن تبقى الجزيرة جزءًا من المملكة. يتضح أن فريدريكسن على عكس الحكومات الدنماركية السابقة لم تعارض فكرة استقلال جرينلاند وتوقيع ميثاق الارتباط الحر بينهما بعد ذلك، وذلك لأنها ترى أن وجود علاقة مرنة مع الجزيرة في ضوء اقتراحات ترامب أفضل من خسارة الجزيرة كلها.
حضر بروبيرج حفل تنصيب ترامب مترقبًا أي إشارة لجرينلاند في خطاب الرئيس، لكن ترامب لم يذكرها. ولكن رحب بروبيرج باهتمام ترامب بالجزيرة سواء زاد أو قل، أو كما قال مارك ليبوفيتش أن ترامب فعل ذلك "لإخافة الدنمارك". حضرت فريدريكسن عشاءً مع قادة دول الشمال الأوروبي في 26 يناير، والتقت بالمستشار الألماني أولاف شولتس والرئيس الفرنسي إيمانويل ماكرون والأمين العام لحلف شمال الأطلسي مارك روته لمناقشة الأزمة في 28 يناير.
وصف الأدميرال المتقاعد جيمس ستافريديس (البحرية الأمريكية) جرينلاند "بالعقار المهم جدا" بسبب موقعها الاستراتيجي ومواردها الطبيعية وإمكاناتها الزراعية المتزايدة بفعل تغير المناخ، لكنه استبعد أن تستحوذ عليها الولايات المتحدة على الجزيرة، ونصح القيادة الأمريكية أن تحسن البنية التحتية وقدرات الشرطة والجيش والسياحة في جرينلاند. وقال الباحث جاد مؤلف كتاب جرينلاند في أمن القطب الشمالي إلى أن ممر جي يو كي وقاعدة بيتوفيك الجوية مهمان جدا للأمن القومي الأمريكي، ولكن حتى الآن لم تجد الولايات المتحدة والدنمارك وسلطات جرينلاند أي مبرر لزيادة الوجود العسكري الأمريكي بالجزيرة.
ألقى دونالد ترامب خطابًا أمام الكونغرس الأمريكي في مارس 2025 أعلن فيه قائلًا: "بطريقة أو بأخرى، سنحصل على جرينلاند".

#### التشريعات
قدم النائب آندي أوجلز تشريعًا (HR 361) في مجلس النواب الأمريكي في 13 يناير 2025 يقضي بتفويض حكومة الولايات المتحدة بالاستحواذ على جرينلاند نيابة عن الولايات المتحد ومنح الكونغرس فترة مراجعة مدتها 60 يومًا قبل دمج أراضي جرينلاند في الولايات المتحدة. شارك في القانون 12 عضوًا وأحيل إلى لجنة الشؤون الخارجية في مجلس النواب الأمريكي لمراجعته. صرح وزير جرينلاند السابق توم هيوم في 26 يناير 2025 أن اتفاقية عام 1917 مع المملكة المتحدة سارية وأن للمملكة المتحدة حق الشفعة.
قدم السيناتور الجمهوري بَدي كارتر (H.R. 1161) في 10 فبراير 2025 مشروع قانون يقترح إعادة تسمية جرينلاند بأرض الأحمر والأبيض والأزرق ويمنح رئيس الولايات المتحدة دونالد ترامب صلاحية الشراء أو الاستحواذ بأي طريقة أخرى على جرينلاند. وأضاف كارتر قائلًا: عندما يوقع مفاوضنا الأعلى على هذا الاتفاق التاريخي، سنرحب بفخر بشعب ما يُعرف الآن بغرينلاند للانضمام إلى أكثر الدول حريةً في التاريخ. لقد حدد الرئيس ترامب هذا الاستحواذ أولوية للأمن القومي". وينص مشروع القانون على منح وزارة الداخلية الأمريكية مهلة ستة أشهر بعد تمريره لضمان تحديث جميع الوثائق الفيدرالية لتذكر جرينلاند بهذا الاسم.

## تقديرات أسعار الشراء
ذكرت صحيفة واشنطن بوست في أغسطس 2019 أن سعر الجزيرة سيتراوح بين 200 مليون دولار و1.7 تريليون دولار، بمتوسط تقديري يبلغ 42.6 مليار دولار. استند الحد الأدنى إلى تقييم معدّل التضخم ومساحة الجزيرة مقارنة بمبلغ شراء ألاسكا أما الرقم الأعلى يستند إلى نسبة السعر إلى الأرباح البالغة 847، والتي قد تُبرر بناءً على التقييم المستقبلي لرواسب جرينلاند المعدنية وإمكاناتها كوجهة سكنية مستقبلية بفعل تغير المناخ.
قدّرت فايننشال تايمز ألفافيل سعر الجزيرة بحوالي 1.1 تريليون دولار بناءً على تقدير موارد الجزيرة الطبيعية التي تشمل حقول النفط المقدرة بـ300-400 مليار دولار والمعادن الأرضية النادرة بـ500-700 مليار دولار والعقارات بـ200-220 مليار دولار، وذكرت الصحيفة أن الولايات المتحدة لها تاريخ من الاستحواذ على الأراضي بمعدلات عائد داخلي عالية مثل 7.1٪ لشراء لويزيانا و7.4٪ لمانهاتن و9.0٪ لألاسكا. أما وول ستريت 24/7 فقدّرت سعر جرينلاند بـ533 مليار دولا مقارنة مع ولاية وايومنغ. وقالت أن "القيمة الاستراتيجية لجرينلاند، سواء على اليابسة أو المياه الإقليمية مع دورها العسكرية، يجعل مبلغ 500 مليار دولار منطقيًا وغير مبالغ فيه".
جددت فايننشال تايمز ألفافيل تقديرها لقيمة جرينلاند بمبلغ 1.1 تريليون دولار في عام 2025. قدرت مجلة الإيكونوميست سعر الجزيرة ب 50 مليار دولار بسبب ضعف اقتصادها – الذي يعادل جزءًا صغيرًا من الإنفاق الدفاعي السنوي للولايات المتحدة أو نحو مليون دولار لكل مواطن – لكن الرقم لا يشمل أهميتها للأمن القومي الأمريكي. وأضافت المجلة: "بالنظر إلى ثروات الإقليم وأهميته، يمكن للولايات المتحدة أن تجعل كل مواطن في جرينلاند مليونيرًا وتحقق أرباحًا كبيرة من الصفقة".
قدّر نويل ماورير من جامعة جورج واشنطن أن عائدات الإتاوات والضرائب على التعدين ستتراوح بين 16 و20 مليار دولار، بعد خصم تكلفة استمرار الدعم الدنماركي الحالي. كما أضاف قيمة استراتيجية تتراوح بين 12 و24 مليار دولار بناءً على عروض أمريكية سابقة لأقاليم مشابهة ليصل إجمالي القيمة إلى ما بين 29 و45 مليار دولار، أو ما يعادل 518,000 إلى 804,000 دولار لكل مواطن في جرينلاند.
قدّر ديفيد ر. باركر سعر شراء جرينلاند بما يتراوح بين 12.5 و77 مليار دولار مشددًا على أن أهميتها سترتفع بسبب فائدتها للأمن القومي الأمريكي. وصرح نيكولا سوان من شركة استشارات الائتمان "SwissThink" أن الثروة المعدنية لجرينلاند باتت أكثر أهمية بسبب الوجود العسكري الأمريكي الحالي. ورأى باركر أن تقدير فاينانشيال تايمز مبالغ فيه لأن الفوائد الاقتصادية من حقوق الحفر والتعدين ستُقسم بين الحكومة والشركات الخاصة، وقال سوان إن الأهمية الاقتصادية لصناعة الأدوية في الدنمارك دفعت ترامب إلى التهديد بفرض تعريفات جمركية. اتفقت العديد من التقديرات أن صفقة شراء جرينلاند ستكون "صفقة القرن".

## مقترحات الإدارة
طُرحت عدة مقترحات حول كيفية إدارة جرينلاند إذا أصبحت جزءًا من الولايات المتحدة. 
اقترح مستشار الأمن القومي الأمريكي السابق روبرت أوبراين دمج جرينلاند مع ألاسكا بسبب الارتباط الوثيق بين سكانهما الأصليين. أوضح تقرير صادر عن جمعية أودوبون الوطنية أن التباين بين النظام القانوني الأمريكي القائم على القانون العام والنظام الدنماركي القائم على القانون المدني المستخدم في جرينلاند قد يثير تحديات، وأن السكان الأصليين قد يواجهون مشكلات تتعلق بالحقوق الثقافية والحفاظ على الهوية والاندماج الاجتماعي.
اقترح باري سكوت زيلين الباحث في استراتيجية القطب الشمالي بأكاديمية خفر السواحل الأمريكية أن تصبح جرينلاند تبعية للولايات المتحدة مع خطة واضحة لكي تصبح ولاية في المستقبل مثلما حدث مع ألاسكا. وأكد زيلين أن "الإنويت في جرينلاند، الذين عانوا من تاريخ طويل من الإهمال وتجربة استعمارية شبه سلبية رغم التقدم في الحكم الذاتي، قد يحصلون على فوائد متعددة من هذا الترتيب".
اقترح جراي في نوفمبر 2024 أن توقع جرينلاند المستقلة ميثاق الارتباط الحر مع الولايات المتحدة والتي ستضمن المساعدة الاقتصادية والعسكرية الأمريكية ووصفها بأنها "صفقة القرن". من المعروف أن مسؤولي ترامب ناقشوا فكرة الميثاق، وأن سكان جرينلاند كانوا على دراية به فضلاً عن المناقشات الداخلية الطويلة حول سعي الجزيرة على عقد ميثاق اتفاق حر مع الدنمارك أو الولايات المتحدة.
كتب جوش بلاكمان في مقال له أن الكونغرس الأمريكي قد يقترح وضع جرينلاند ضمن الدائرة القضائية الخامسة التي اعتقد أن قضاتها سيكونون أكثر ميلاً للسماح باستخراج الموارد. ذكر تريفور فيلسيث من مجلة ناشيونال إنترست أنه بالإضافة إلى وعد بأن "الحياة في جرينلاند ستظل كما هي أو ستتحسن تحت الحكم الأمريكي" فيجب على ترامب الالتزام بتوفير دعم أكبر من دعم الدنمارك وإعفاءات من قانون جونز.

## الضم القسري

### الخطط والقدرات الأمريكية
رفضت سابرينا سينغ الإجابة في مؤتمر صحفي عُقد في 8 يناير 2025 في البنتاغون على سؤال أحد الصحفيين حول "هل هناك خطط لغزو جرينلاند إذا استدعت الحاجة ذلك أمر بذلك؟"، قائلة إنها ستؤجل الرد على هذا الموضوع إلى "الإدارة القادمة". سأل السناتور مازي هيرونو بيت هيغسيث الذي كان مرشحًا لمنصب وزير الدفاع الأمريكي في ذلك الوقت في 14 يناير حول إمكانية استخدام القوة العسكرية لضم جرينلاند إلى الولايات المتحدة، أجاب بيت أنه لن يصرح بتفاصيل في منتدى عام.
شدد نائب الرئيس جيه دي فانس في يناير 2025 أن السيطرة على جرينلاند أمر بالغ الأهمية للأمن القومي للولايات المتحدة وأن "هناك صفقة يجب إبرامها في جرينلاند".
أكدت رئيسة وزراء الدنمارك مته فريدريكسن بعد مكالمة هاتفية مع ترامب في 15 يناير اهتمام الولايات المتحدة بالاستحواذ على جرينلاند وتهديد أمريكا لدنمارك بفرض عقوبات اقتصادية وقسرية حتى تستجيب لطلبها بشراء الجزيرة. صرحت فريدريكسن في اجتماع مع اللجنة البرلمانية للسياسة الخارجية بأن البلاد في "وضع خطير" وأعربت عن قلقها بشأن احتمال انخفاض مستوى التعاون الاقتصادي مع الولايات المتحدة مقارنة بما هو عليه اليوم، وهو أمر يهدد الأمن القومي الدنماركي "دولة ومملكة".
ذكر كل من جهاز الاستخبارات الدفاعية الدنماركي وجهاز الأمن والاستخبارات الدنماركي أنهما يراقبان عن كثب أي محاولات محتملة من قبل دول أجنبية للتأثير على نتائج الانتخابات العامة الجرينلاندية 2025. ذكر محللون مستقلون في مقابلة مع قناة تي في 2 الدنماركية أن الولايات المتحدة قد تكون أحد الأطراف المحتملة التي تسعى إلى القيام بأنشطة سرية داخل البلاد.
الولايات المتحدة هي أكبر مستورد من الدنمارك إذ تستورد أكثر من 17% من جميع صادرات الدنمارك، بينما تُعد الدنمارك السوق رقم 29 بالنسبة للولايات المتحدة وتمثل أقل من 1% من صادراتها. أوضح جيسبر دوجارد فوربي المدير القطري لشركة أتراديوس الدنماركية، أن الحرب التجارية بين الولايات المتحدة والاتحاد الأوروبي قد تؤدي إلى ارتفاع التضخم وإفلاس بعض الشركات.
كُشف  في أبريل 2025 عن خطة وضعتها الولايات المتحدة تهدف إلى تقويض السلامة الإقليمية لمملكة الدنمارك عبر حملة تدخل أجنبي وتضليل إعلامي على وسائل التواصل الاجتماعي. وقالت سوزانا مايرز، قائدة قاعدة الفضاء بيثوفيك، إن تهديدات ترامب ضد غرينلاند "لا تعبّر عن موقف قاعدة الفضاء بيتوفيك".

### الخطط والقدرات الدنماركية
يقول الباحث الدفاعي كريستيان سوبي كريستنسن من جامعة كوبنهاغن أن الدنمارك "غير قادرة على الدفاع عن جرينلاند بمفردها" وأن القوات المسلحة الدنماركية "ليست مجهزة ولا مدربة لمقاومة الغزو الأمريكي". وأضاف أن غزو الجيش الأمريكي لجرينلاند ستكون "أقصر حرب في العالم" لعدم وجود قدرة دفاعية حقيقية في جرينلاند. رأى مارك جاكوبسن الأستاذ في كلية الدفاع الملكية الدنماركية أن "الولايات المتحدة تسيطر فعليًا على جرينلاند بالأساس".
صرح متحدث باسم المفوضية الأوروبية في يناير 2025 أن الدنمارك قد تستخدم أحكام الدفاع المشترك للاتحاد الأوروبي في حالة غزو الولايات المتحدة لجرينلاند، إلا أن دانييل فيوت من كلية بروكسل للحكم قال أن مثل هذا الطلب "لا معنى له في الوقت الحالي إذ لا توجد قوة عسكرية حقيقية وراءه". تساءلت فيديريكا فازيو عن إمكانية التذرع بهذه الأحكام في حالة غزو جرينلاند خاصة مع وجود تساؤلات حول ما إذا كانت الأحكام تطبق على تبعيات الدول الأعضاء في الاتحاد الأوروبي وأضافت فازيو أن بعض دول الاتحاد الأوروبي، مثل إيطاليا والمجر، قد ترفض مساعدة الدنمارك.
دعا رئيس اللجنة العسكرية للاتحاد الأوروبي روبرت بريجر في أواخر يناير 2025 إلى تمركز قوات عسكرية تابعة للاتحاد الأوروبي في جرينلاند، رفض وزير الدفاع الدنماركي ترويلز لوند بولسن هذا الاقتراح في وقته.
اقترحت مجلة فورن بوليسي تعليق تصدير دواء أوزمبك إلى الولايات المتحدة وأن الدنمارك قد تأمر شركتي ميرسك وليغو بعدم تقديم خدماتهما للأمريكيين.

## الرأي العام

### جرينلاند
يدعم ثلثي سكان جرينلاند فكرة الاستقلال، لكن معظمهم يعتقدون أن ذلك لن يكون قابلًا للتنفيذ إذا ترتب عليه توقف الدعم الدنماركي.
أظهر أول مسح مؤسسة كونراد أديناور للسياسة الخارجية في عام 2021 أن 68% من سكان جرينلاند يرغبون بزيادة التعاون مع الدنمارك. ذكر مارتن بريوم من المجلس القطبي أن هذه النتيجة لا تناقض دعم سكان البلاد القوي للاستقلال. كما أشار المسح أن 69% من سكان الجزيرة يرغبون في تعزيز التعاون مع الولايات المتحدة و75% يرون في حلف الناتو خيرًا لهم. عبر 85% من سكان جرينلاند عن رغبتهم بزيادة التعاون مع كندا، وهو ما فسره بريوم برغبة سكان الجزيرة بتقوية علاقاتهم مع الإنويت في نونافوت تحديدًا وليس مع كندا ككل. وأضاف: "إذا كنت على صواب، فقد يزعج هذا بعض الشخصيات المؤثرة في نوك الذين يقللون من أهمية العلاقات العابرة للحدود الوطنية بين الإنويت ودعمهم لمجلس الإنويت القطبي".
أظهر استطلاع شركة باتريوت بولينج الأمريكية الذي أُجري في يناير 2025 على 416 من سكان جرينلاند أن 57.3% من المستجيبين يؤيدون انضمام جرينلاند إلى الولايات المتحدة ويعارضه 37.4% والبقية 5.3% لم يقرروا بعد. تعرض الاستطلاع والشركة التي أجرته لانتقادات شديدة من البروفيسور سكوت لوكاس من كلية دبلن الجامعية، بسبب غياب المعلومات حول كيفية اختيار المستجيبين والأسئلة التي طرحت وعدم اليقين الإحصائي. كما وصف الشركة بأنها منظمة ناشئة ذات غرض سياسي. وواجه الرئيس التنفيذي للشركة لوكا روجيري انتقادات بسبب علاقاته بالمانحين والسياسيين الجمهوريين.
أجرت فيريان استطلاع رأي لصالح صحيفة الأخبار الوطنية في جرينلاند سرميتسياك والصحيفة الدنماركية الوطنية بيرلينغسكي شمل 497 من السكان البالغين في جرينلاند بين 22 و26 يناير 2025، وأظهر أن 85% من المستجيبين رفضوا اقتراح ضم جرينلاند إلى الولايات المتحدة وبينما أيده 6% فقط و9% لم يقرروا. وعندما سئلوا عن تفضيلهم للجنسية الدنماركية أو الأمريكية اختار 55% الجنسية الدنماركية و8% الجنسية الأمريكية في حين لم يقرر 37% منهم. استعرض الاستطلاع أيضًا آراء المستجيبين حول اهتمام دونالد ترامب بجرينلاند؛ اعتبر 45% من المشاركين هذا الاهتمام فرصة بينما رأئه 43% تهديدًا وأجاب 13% بـ "لا أعرف". ذكرت فيريان أن عدم اليقين الإحصائي يترواح بين 1.9% و 4.4%. عزز اهتمام ترامب بجرينلاند قضية استقلال جرينلاند عن الدنمارك.

### الولايات المتحدة
أظهر استطلاع للرأي أجرته جامعة سوفولك في يناير 2025 على 1,000 ناخب مسجل في الولايات المتحدة أن حوالي 53% من المستجيبين عارضوا الاستحواذ على جرينلاند وأيد الفكرة 40% فقط.
أظهر استطلاع آخر أجرته يوجوف على 6,933 بالغًا أمريكيًا في 8 يناير 2025 أن 31% من المشاركين "يدعمون بشدة" أو "إلى حد ما" سعي الولايات المتحدة لامتلاك جرينلاند وبينما 35% "يعارضون بشدة" أو "إلى حد ما" هذه الخطوة و34% غير متأكدين. كانت نسب الدعم أعلى بين الرجال الذين تتراوح أعمارهم بين 18 و29 عامًا المقيمين في جنوب الولايات المتحدة في حين كانت نسب المعارضة أعلى بين الأشخاص الذين تزيد أعمارهم عن 65 عامًا والمقيمين في الغرب الأوسط. أظهر استطلاع آخر أجرته يوجوف بالتعاون مع ذي إيكونوميست على 1,558 بالغًا أمريكيًا بعد أسبوع أن 28% أيدوا سعي الولايات المتحدة لامتلاك جرينلاند وعارضه 47% و25% كانوا غير متأكدين، من بين المؤيدين أيد حوالي ربعهم أي 6% من إجمالي المشاركين غزو جرينلاند.
أظهر استطلاع آخر أجرته إبسوس لصالح رويترز في 20-21 يناير 2025 على 1,077 بالغًا أمريكيًا دعمًا ضئيلاً لخطط التوسع الأمريكية، فلم يوافق على فكرة ضغط الولايات المتحدة على الدنمارك لبيع جرينلاند إلا و16% فقط من المشاركين ووافق 21% على أن للولايات المتحدة الحق في توسيع أراضيها في نصف الكرة الغربي.

### الدنمارك
أظهر استطلاع أجرته يوجوف في يناير 2025 أن ما يقرب من نصف الدنماركيين يعتبرون أن الولايات المتحدة تهدد بلادهم أكثر من كوريا الشمالية أو إيران في حين أن 78% منهم يعارضون بيع جرينلاند للولايات المتحدة.
أطلق سكان الدنمارك عريضة ساخرة تدعو إلى شراء الدنمارك لولاية كاليفورنيا من الولايات المتحدة ردًا على تصريحات ترامب في ولايته الثانية. سرعان ما انتشرت العريضة وجمعت مئات الآلاف من التوقيعات الدنماركية الداعمة لها. وقد سخرت العريضة من أسلوب ترامب الخطابي فحملت شعار: "Måke Califørnia Great Ægain" (لنجعل كاليفورنيا عظيمة مرة أخرى) ومتعهدة بـ"جلب أجواء الهدوء الدنماركية (hygge) إلى هوليوود ومسارات الدراجات إلى بيفرلي هيلز والسَّمُورِبْرُود العضوي (smørrebrød) إلى كل شارع".